# Liste der Straßen und Plätze in Berlin-Nikolassee

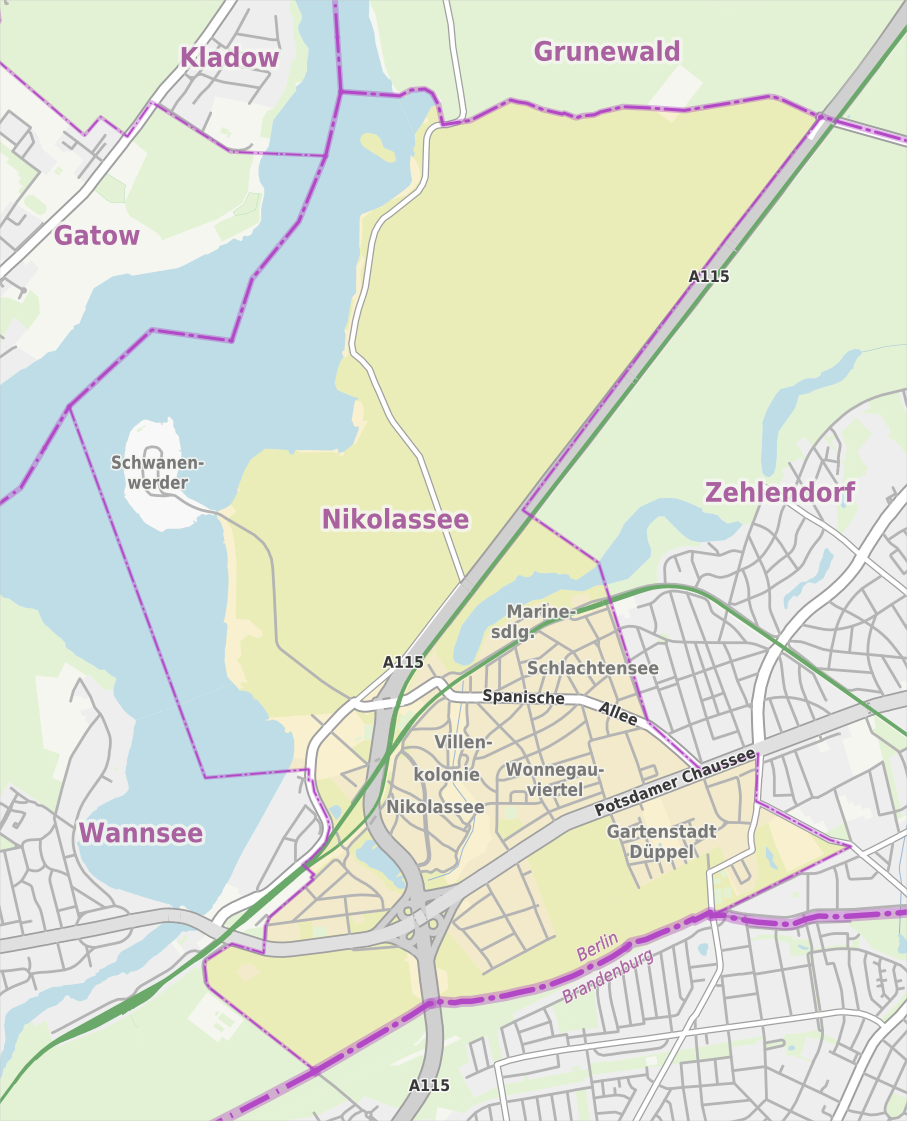
Übersichtskarte von Berlin-Nikolassee

Die Liste der Straßen und Plätze in Berlin-Nikolassee beschreibt das Straßensystem im Berliner Ortsteil Nikolassee mit den entsprechenden historischen Bezügen. Gleichzeitig ist diese Zusammenstellung ein Teil der Listen aller Berliner Straßen und Plätze.

## Überblick

### Statistik
Der Ortsteil Nikolassee hat 11.677 Einwohner (Stand: 31. Dezember 2023) und umfasst die Postleitzahlenbereiche 14129, 14163 und 14193. Das öffentliche Straßennetz im gesamten Bezirk Steglitz-Zehlendorf (einschließlich aller sieben Ortsteile) misst 635,4 Kilometer. Die in dieser Liste aufgeführten gewidmeten Straßen (Bundes-, Stadt-, Siedlungsstraßen) besitzen in der Summe eine Länge von 70,27 Kilometern. Angaben zu Anteilen der Straßenfläche an der Gesamtfläche des Ortsteils sind nicht zugänglich, zumal im Ortsteil reichlich Waldfläche ohne Straßenanteil besteht. Beim Summieren der Länge von Straßen und Wegen, die im regionalen Bezugssystem (darunter auch Fahrbahnen der Autobahn) verzeichnet sind, ergeben sich 97,49 Kilometer. Im Ortsteil befinden sich 96 gewidmete Straßen und Wege mit der Gesamtlänge von 70 Kilometern, sowie drei benannte Plätze. 14 Straßen die in Teilen zu den Nachbarortsteilen Wannsee und Zehlendorf gehören, bleiben in den Beschreibungen unbenannt, soweit sie für den Ortsteil ohne Bedeutung sind, weitergehende Daten und Fakten finden sich in den entsprechenden Listen dieser Ortsteile.

### Geschichte
Die Lage der Straßen ist seit 1890 durch die Heimstätten AG bestimmt als diese für die Villensiedlungen an den Bahnhöfen Wannsee, Nikolassee und Schlachtensee angelegt wurden. Der Erste Weltkrieg und die Inflation waren mit einem Einbruch im Straßenbau und vor allem dem Ausbau der Grundstücke verbunden. Veränderungen an den Straßen am Westrand des Ortsteils ergaben sich in den 1930er Jahren durch den Ausbau der AVUS zur Reichsautobahn bis an den Berliner Ring, so wurde die Potsdamer Chaussee im Abschnitt neu angelegt und die Dreilindenstraße mit der bisherigen Führung der Chaussee kam in Abseitslage. Nach 1950 wurden zunächst Häuser auf freien Grundstücken und kriegsbedingten Lücken gebaut. Änderungen im Straßensystem folgten in den 1970er Jahren durch Wohnbauten für die US-Truppen an der Lissabonallee (Andreézeile) und in den 1980er Jahren mit der Gartenstadt Düppel auf einer Freifläche östlich vom Waldfriedhof Zehlendorf, das damals am Stadtrand zu Kleinmachnow im Bereich der Berliner Mauer lag.
Bei der Bildung des Ortsteils Schlachtensee trat Nikolassee 2020 ein größeres Gebiet im Nordosten des Ortsteils mit mehreren Straßen an Schlachtensee ab.

### Straßensystem

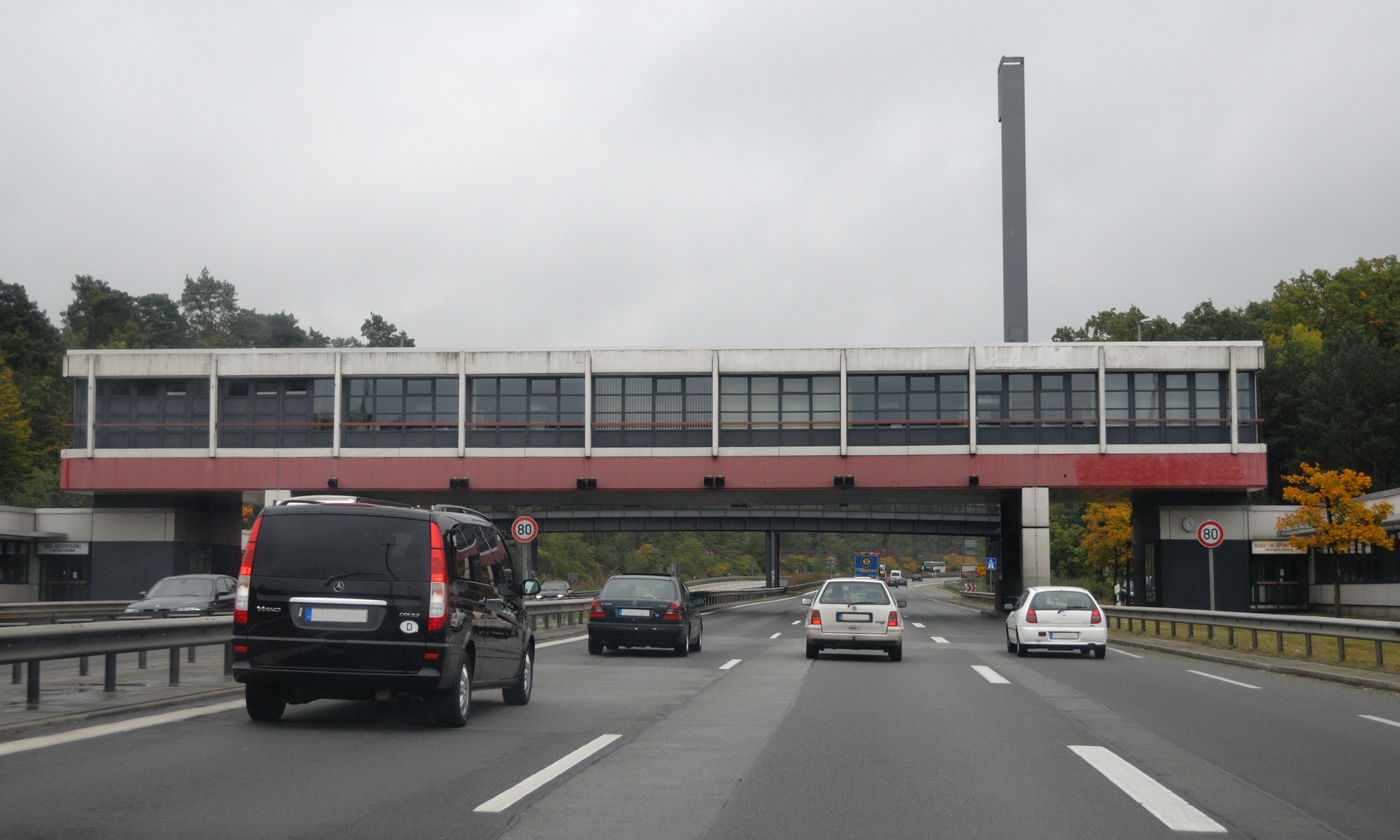
Brückenhaus am ehemaligen Übergang Checkpoint Bravo, 2008

Durch den Ortsteil führt die Bundesautobahn 115 (AVUS), die an der Anschlussstelle 4 Zehlendorf (Kreuz Zehlendorf) die Potsdamer Chaussee kreuzt. Die Anschlussstelle 3 (Spanische Allee) und der südliche Teil der Anschlussstelle 2 (Hüttenweg) liegen ebenfalls in Nikolassee. Auf dem Gebiet des Ortsteils gehören 2240 Meter der Aus- und Einfahrten sowie 15,53 Kilometer Fahrbahnen der A 115 zum großräumigen System im Berliner Straßensystem, hinzu kommen 3110 Meter Begleitfahrbahnen und Ein-/ Ausfahrten des übergeordneten Systems, weitere 1490 Meter Autobahnfläche von und zur Spanischen Allee haben regionale Bedeutung. Die 1500 Meter der Begleitfahrbahn der Tankstelle am Autobahnkreuz Zehlendorf sind nur unter Sonstiges geführt. Diese Straßenflächen sind unter Liste nicht beachtet.
Die Potsdamer Chaussee besitzt den Rang einer Bundesstraße. Die Bundesstraße 1 entspricht der alten preußischen Chaussee von Berlin nach Potsdam. Die Straße ist im Berliner Straßensystem als großräumige Straßenverbindung geführt, wobei am Autobahnkreuz 280 Meter als Autobahn und die Zufahrt mit 1650 Metern zur Bundesstraße 1 gehören. Hinzu kommen noch 1850 Meter der Potsdamer Chaussee mit der Einordnung als übergeordnete Hauptstraße im Berliner System, wozu auch 60 Meter des Hüttenwegs gehören. Hauptstraßen im Ortsteil mit regionaler Bedeutung sind Teile des Straßenzugs Kronprinzessinnenweg (1340 Meter) und Spanische Allee (2590 Meter), der an beiden Enden an die Potsdamer Straße anschließt und diese mit der Anschlussstelle Spanische Allee verbindet, an der 50 Meter der Borussenstraße dazu gehören. Ergänzt wird das Hauptstraßensystem des Ortsteils südlich der Potsdamer Chaussee durch den Straßenzug Lindenthaler Allee – Lloyd-G.-Wells-Straße – Benschallee – Havelchaussee – Kronprinzessinnenweg.

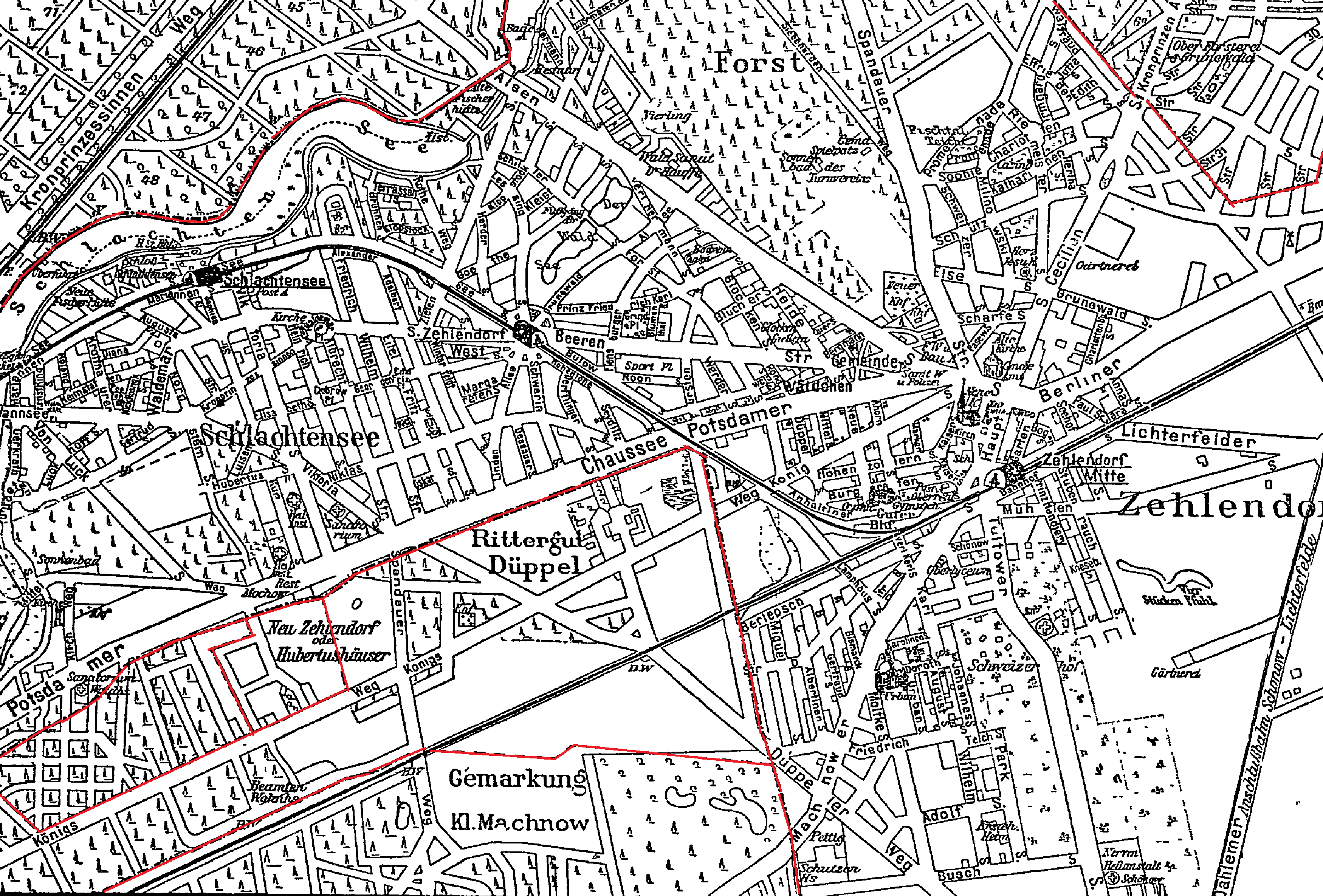
Lage der Straßen Post Schlachtensee 1920 (vor der Bildung des Verwaltungsbezirks Zehlendorf in Groß-Berlin)

Im Schienenverkehr wird der Ortsteil durch den S-Bahnhof Nikolassee, an dem sich Wannseebahn und Wetzlarer Bahn treffen, erschlossen.

## Übersicht der Straßen und Plätze
Die nachfolgende Tabelle gibt eine Übersicht über die vorhandenen Straßen und Plätze im Ortsteil sowie einige dazugehörige Informationen.
- Name/Lage: aktuelle Bezeichnung der Straße oder des Platzes. Über den Link Lage kann die Straße oder der Platz auf verschiedenen Kartendiensten angezeigt werden. Die Geoposition gibt die Lage der ungefähren Mitte der Straßenlänge an.
- Im amtlichen Straßenverzeichnis nicht aufgeführte Verkehrswege sind mit * gekennzeichnet.
- Ehemalige oder nicht mehr gültige Straßennamen sind kursiv gesetzt. Für bedeutende ehemalige Straßen oder historische Straßennamen ist gegebenenfalls eine gesonderte Liste vorhanden.
- Länge/Maße in Metern:
Die in der Übersicht enthaltenen Längenangaben sind  gerundete Übersichtswerte, die in Google Earth mit dem dortigen Maßstab ermittelt wurden. Sie dienen Vergleichszwecken und werden, sofern amtliche Werte bekannt sind, ausgetauscht und gesondert gekennzeichnet.
Bei Plätzen sind die Maße in der Form a × b für rechteckige Anlagen und für (ungefähr) dreieckige Anlagen als a × b × c mit a als längster Seite angegeben.
Sofern die Straße auch in benachbarte Ortsteile weiterführt, gibt der Zusatz ‚im Ortsteil‘ an, wie lang der Straßenabschnitt innerhalb des Ortsteils dieses Artikels ist.
- Namensherkunft: Ursprung oder Bezug des Namens.
- Anmerkungen: weitere Informationen über anliegende Baudenkmale oder Institutionen, die Geschichte der Straße und historische Bezeichnungen.
- Bild: Foto der Straße oder eines anliegenden Objektes.

| Name/Lage                               | Länge/Maße (in Metern)        | Namensherkunft | Datum der Benennung | Anmerkungen | Bild |
| --------------------------------------- | ----------------------------- | --- | ------------------- | --- | --- |
| Albiger Weg (Lage)                      | 0230                          | Albig, Weinort Albig in Rheinhessen | 31. Aug. 1937       | Die Straße wurde durch die Heimstätten AG angelegt und war als Straße 357 des Bebauungsplans projektiert. Die Straße liegt im Bogen nach Norden an der Straße Im Mittelbusch. | Berlin-Nikolassee Albiger Weg                                                                                                  |
| Alemannenstraße (Lage)                  | 0780                          | Alemannen, antike und frühmittelalterliche Bevölkerungsgruppe des westgermanischen Kulturkreises | um 1900             | Die Straße verläuft nordöstlich vom Bahnhof parallel zur Wannseebahn zwischen Spanischer Allee und Seeuferstraße. Sie wurde um 1890 bei der Gründung der Villenkolonie von der Heimstätten AG angelegt und ist erstmals 1906 im Berliner Adressbuch genannt. Sie liegt im Germanenviertel. In der Straße liegt das Baudenkmal „Rathaus Nikolassee mit Feuerwache“. 1939 nach dem Bau des Autobahnzubringers endete sie vor dieser als Sackgasse und wurde erst nach dem Zweiten Weltkrieg mit der neu gebauten „Alemannenbrücke“ neben der Eisenbahn über die Autobahn zum Wannseedreieck weitergeführt. Zuvor gab es als Provisorium eine hölzerne Fußgängerbrücke vom Sackgassenende zur ehemaligen Seeuferstraße am Abwasserpumpwerk (Alemannenstraße 27). | Baudenkmal Alemannenstraße 10 · Alemannenstraße von der Spanischen Allee aus · Berlin-Nikolassee Alemannenstraße               |
| Am Beelitzhof (Lage)                    | 0370                          | ehemaliger Beelitzhof, nach dem um 1770 ortsansässigen Fischer Beelitz benannt | um 1920             | Die Straße wurde um 1890 von der Heimstätten AG angelegt und liegt zwischen Borussenstraße und Kronprinzessinnenweg. Der für den Hof namensgebende Beelitz war um 1770 ein ortsansässiger Fischer. An der Südostseite liegt das Wasserwerk Beelitzhof (Oberflächenwasser-Aufbereitungsanlage Beelitzhof) und gegenüber ein Tennisplatz. | Am Beelitzhof mit Blick Kronprinzessinnenweg · Berlin-Nikolassee Am Beelitzhof                                                 |
| Am Rohrgarten (Lage)                    | 0750                          | Rohrgarten, alte Zehlendorfer Flurbezeichnung für das Gebiet zwischen Havel und Schlachtensee | 6. Sep. 1985        | Die Straße liegt zwischen Lissabonallee und Wasgensteig auf der Trasse der Straße 638 nach Bebauungsplan. Am Westende der Straße liegt der Nebeneingang zum Waldfriedhof. An der Straßensüdseite liegt am Westende das Kinderheim Lindenhof, am Ostende eine Grundschule. | Am Rohrgarten in Blickrichtung West · Grundschule Am Rohrgarten                                                                |
| Am Waldhaus (Lage)                      | 0600                          | Waldhaus-Klinik des Theodor-Wenzel-Werks liegt an der Straße | 16. Jan. 1925       | Die Straße wurde um 1924/1925 von den Eigentümern und der Gemeinde auf der Trasse der Straße S angelegt. Sie liegt zwischen Potsdamer Chaussee und Königsweg. Die Klinik Waldhaus der „Kliniken im Theodor-Wenzel-Werk“ liegt an der Westseite der Straße zur Potsdamer Chaussee hin, hinter den östlichen Grundstücken liegt der Waldfriedhof Zehlendorf. | Berlin-Nikolassee Am Waldhaus                                                                                                  |
| An der Rehwiese (Lage)                  | 1710                          | Rehwiese, drei Kilometer langes Wiesental (heute Landschaftsschutzgebiet) | um 1901             | Die Straße liegt am Westrand des Naturschutzgebietes zwischen Spanischer Allee und Prinz-Friedrich-Leopold-Straße, an der sie in Höhe des Autobahnkreuzes in die Libellenstraße übergeht. Die Straße, die von der Heimstätten AG um 1901 angelegt wurde, ist nur auf der naturabgewandten Westseite An der Rehwiese 1–33 (fortlaufend) bebaut, wobei einige Grundstücke auch geteilt wurden. Beim Bau der Autobahn wurde eine breite Durchfahrt am Westende angelegt, die für eine projektierte Fortsetzung der Straße vorgesehen sein könnte, aber andererseits als strukturierendes Bauelement der Autobahn am Nikolassee verstanden werden kann, die nach Norden mit der westlichen Fahrbahn auf einer gestützten Trasse liegt. | Berlin-Nikolassee An der Rehwiese · Berlin-Nikolassee An der Rehwiese 15 · Berlin-Nikolassee An der Rehwiese 26                |
| Anna-und-Hermann-Muthesius-Steig (Lage) | 0150                          | Anna Muthesius (1870–1961), Modedesignerin und Hermann Muthesius (1861–1927), Architekt von Landhausbauten in Nikolassee | 17. Nov. 2023       | Der bisher namenlose Weg verbindet Rehsprung und Potsdamer Chaussee. | |
| Badeweg (Lage)                          | 0130                          | Zielrichtung des Weges sind die am Wannsee entstandenen Freibäder | um 1895             | Die Straße wurde zwischen 1890 und 1895 als unbefestigter Verbindungs- und Waldweg angelegt. Sie liegt zwischen Kronprinzessinnenweg / Am Beelitzhof abgehend als Fußweg zum Strandbad Wannsee. Im Südwesten der Straße liegt die Jugendherberge am Wannsee. Ergänzt wird dieser Weg durch die nördlicher liegende Straße Wannseebadweg die zwischen Kronprizessinenweg / Spanische Allee und der Inselstraße auf Schwanenwerder liegt und zum Parkplatz an den Wannseeterrassen führt. Als Straße ist der Badeweg mit den Grundstücken 1 und 3, sowie den Strandbadterrassen in Nr. 7, nur auf 130 Meter Länge ausgebaut, setzt sich allerdings unter diesem (nichtamtlichen) Namen auf 1,3 Kilometer im Hinterland der Freibäder Wannsee bis zum Versehrtenbad als Fuß- und Fahrweg (Halteverbot) fort. Für 1920 ist er als Neuer Freibadweg zum Parzellen-, Damen- und Herrenbad ausgewiesen. | Berlin-Nikolassee Badeweg |
| Barkenhof (Lage)                        | 090                           | Barke in märkischer Mundart (Telt'sches Platt) für Birke | 13. Aug. 1985       | Die Straße auf dem Gelände der ehemaligen Kolonie Neu-Zehlendorf, als Straße 669 des Bebauungsplans trassiert, war Anfang der 1920er Jahre von der Berliner Bauland-Vermittlungsgesellschaft übernommen worden, blieb aber unbebaut. Sie liegt zwischen Am Rohrgarten und Königsweg, als Sackgasse mit einem Fußweg (gesperrt für Motorräder Zeichen 255) zum Königsweg, bebaut mit Reihenhäusern mit Vorgärten. Die Straße in der „Gartenstadt Düppel“ liegt parallel zu einigen Straßen, die ebenfalls mit dem Zusatz -hof benannt sind. | Barkenhof vom Königsweg aus gesehen                                                                                            |
| Barnhelmstraße (Lage)                   | 0600                          | Barnhelm, Hauptfigur in Minna von Barnhelm von Lessing | 23. Feb. 1925       | Die Straße zwischen Katteweg und Am Waldhaus ist überwiegend mit freistehenden Einzelhäusern bebaut. Sie wurde um 1925 von der Gemeinde, den Anliegern und den Besitzern auf deren Kosten angelegt. Die Straße geht über am Waldhaus nach Osten bis zum Rand des Waldfriedhofs Zehlendorf. An den Nordostteil der Straße grenzt die Waldhaus-Klinik. Die Straße liegt parallel zu von-der-Trenck- und Tellheimstraße und kreuzt die Quantzstraße, deren Namen zu Barnhelm in Bezug stehen als Liebespartner. Durch den anliegenden Wald wird die Lärmbelastung vom nahen Autobahnkreuz Zehlendorf in dieser Wohnstraße gedämpft. | Berlin-Nikolassee Barnhelmstraße                                                                                               |
| Benschallee (Lage)                      | 0530                          | Friedrich Wilhelm Heinrich Bensch (1781–1858), Unternehmer, Grundbesitzer in Düppel | 20. Okt. 1932       | Die Benschallee liegt zwischen Am Rohrgarten und der Stadtgrenze (Karl-Marx-Straße in Kleinmachnow) am ehemaligen S-Bahnhof Düppel und südlich der Lloyd-G.-Wells-Straße als Hauptstraße ausgewiesen. Nördlich liegt ein mit Sperrbaken gesperrter Abschnitt zum Am Rohrgarten. Nördlich der „Schule am Rohrgarten“ ist es die Zufahrtsstraße zu den Wohnbauten (elf Grundstücke) bis zum Straßenanschluss Parforceheide. Vor der Benennung im Jahr 1932 war es der Spandauer Weg, der schon um 1900 bestand. Über die Benschallee erreicht man die Kleingartenkolonie Schlachtensee Süd und die Sportanlagen an der Straße. Im südlichen Teil gibt es an der mit hohen Bäumen bestandenen Allee keine Wohnbebauung. Das Benschgrab liegt am Rand der Revierförsterei Dreilinden Stahnsdorfer Damm 3/7. | Berlin-Nikolassee Benschalle Nord · Benschallee Gedenkstätte                                                                   |
| Beskidenstraße (Lage)                   | 0830                          | Beskiden, traditionelle Bezeichnung für Gebirge in den Äußeren West- und Ostkarpaten | 4. Aug. 1930        | Die Straße C wurde Anfang der 1920er Jahre von der Gemeinde und den Besitzern angelegt. Sie liegt zwischen Wasgenstraße und Normannenstraße, wo sie in den Kirchweg übergeht. Sie ist vorwiegend mit Einfamilienhäusern bebaut. | Berlin-Nikolassee Beskidenstraße                                                                                               |
| Borussenstraße (Lage)                   | 1060                          | Borussen, latinisierter Name der Preußen | um 1901             | Die Straße liegt zwischen Nymphenufer (nahe der Grenze zu Wannsee am Kronprinzessinenweg) und Spanischer Allee. Im südlichen Abschnitt zwischen Nymphenufer und Paul-Krause-Straße ist es ein Fußweg, der zwischen dem See (Kleiner Nikolassee) am Wasserwerk/Grünfläche an der Borussenstraße und der östlichen Bahnlinie liegt. Die Autostraße selbst beginnt an der Borussentreppe in Fortsetzung der Paul-Krause-Straße und Von Am Beelitzhof zur Spanischen Allee ist es eine Einbahnstraße (Grundstücke 14–21 fortlaufend). Diese verläuft über die A 115 (Borussenbrücke) und weiter zwischen der A 115 und der Bahnlinie nahe am S-Bahnhof Nikolassee zur Spanischen Allee und mündet dort neben der Autobahnausfahrt nach Nord. Die Straße wurde zwischen 1900 und 1901 von der Eisenbahn als Industriestraße angelegt. Nach dem Straßennamen gehört sie zum Germanenviertel. | Borussenstraße an ihrem südwestlichen Ende · Borussenstraße am Bahnhof Nikolassee                                              |
| Burgunder Straße (Lage)                 | 0270                          | Burgunden, germanischer Stamm | vor 1905            | Die Straße wurde 1903/1904 von der Heimstätten AG in der Schreibweise Burgunderstraße angelegt. Die stille, von Platanen umrahmte Straße liegt im Germanenviertel zwischen Alemannenstraße (S-Bahnhof Nikolassee) und An der Rehwiese. Die meisten Häuser stammen aus der Zeit vor dem Ersten Weltkrieg, da die Straße von Abrissen verschont blieb. | Burgunder Straße 9 |
| Charles-H.-King-Straße (Lage)           | 0380                          | Charles H. King (1922–1948), US-amerikanischer Militärpilot. | 1. Sep. 1979        | Vorher Straße 640 des Bebauungsplans liegt zwischen Lindenthaler und Lissabonallee, ist aber von letzter ab Edwin-C.-Diltz-Straße unterbrochen. Der namensgebende Pilot war am 25. Juli 1948 mit seinem Copiloten Leutnant Robert W. Stuber aus Arlington (Kalifornien) völlig übermüdet zu einem weiteren Versorgungsflug der Luftbrücke nach West-Berlin gestartet. Seine Maschine verunglückte dabei über Friedenau. | Charles-H.-King-Straße |
| Cimbernstraße (Lage)                    | 0630                          | Cimbern, germanischer Volksstamm | vor 1905            | Die Straße wurde 1903/1904 von der Heimstätten AG angelegt. Sie liegt parallel zur Teutonenstraße zwischen Alemannenstraße und An der Rehwiese im Germanenviertel. Die Straße ist mit Linden bestanden und besitzt erneuertes Kopfsteinpflaster. Die Grundstücke sind linksseitig (Ostseite) gerade und rechtsseitig (Westseite) ungerade nummeriert, dabei liegen sich Grundstücke aufgrund der unterschiedlichen Parzellenbreite auf den beiden Straßenseiten nicht gegenüber: beispielsweise liegen 28 der 13b und 32a der 19 gegenüber. | Berlin-Nikolassee Cimbernstraße 9 · Berlin-Nikolassee Cimbernstraße                                                            |
| Clauertstraße (Lage)                    | 0800 (im Ortsteil)            | Hans Clauert (um 1510–1566), Schauspieler, der märkische Eulenspiegel | 1. Juni 1966        | Die Clauertstraße bildet von der Lindenthaler Allee bis zum Bahngelände der Stammbahn am ehemaligen S-Bahnhof Zehlendorf-Süd die Ortsteilgrenze. Die Grundstücke 11–77 (ungerade) an der Westseite und insbesondere das Museumsdorf Düppel gehören zum Ortsteil. Das Straßenland, alle Grundstücke an der Ostseite und die Grundstücke 1–7 (ungerade) südlich des Bahngeländes gehören zu Zehlendorf. Die Straße folgt dem Verlauf eines alten namenlosen Wald- und Feldweges und wurde um 1910 als Straße 55 des Bebauungsplans angelegt. 1925 war sie noch unbebaut, 1931 erhielt sie den Namen Andréezeile, ein Teil wurde 1966 in Clauertstraße umbenannt. Dabei wurde der Abschnitt zur Potsdamer Chaussee mit Anschluss an die Spanische Allee aufgehoben und mit der Siedlung um die Edwin-C.-Diltz-Straße überbaut. | Clauertstraße: im Ortsteil die Gebäude rechts der Straße                                                                       |
| Dreilindenstraße (Lage)                 | 0920                          | Dreilinden, ehemaliges Jagdschloss | vor 1907            | Die eichenbestandene Straße bildet den südlichen Abschnitt des „Wannseedreiecks“ zwischen Nibelungen- und Lohengrinstraße. An letzterer verblieb vom alten Straßenzug lediglich ein Fußweg bis an das Gelände der Autobahn, der über eine Treppe zum Nikolassee führt. An diesem befindet sich die Sancta-Maria-Schule (Nr. 28) und das „Haus der Heiligen Hedwig“ in Nr. 24. Die Grundstücke Dreilindenstraße 2–22 existieren nicht mehr, sondern wurden mit dem Bau der Autobahn aufgehoben. Ungerade (südliche) Grundstücke sind 45 (Forstamt), 49 und 65 (Dreilindenschule) sowie 73–85 (Wohnbauten). Auf der Karte von 1922 ist die Dreilindenstraße (Post Wannsee) an der Stadtgrenze in Verlängerung der Potsdamer Chaussee und fortgesetzt durch die Königstraße in Wannsee eingezeichnet. Im Adressteil ist der Verlauf über Nibelungen-, Walthari-, Isolde-, Lohengrinstraße bis zur Gemarkung Zehlendorf genannt und von 22 Grundstücken (linke Seite außerhalb) sind acht bebaut und vier sind Garten, (Nr. 42) das Waldwärterhaus (heute Nummer 16) das älteste noch vorhandene Gebäude der Straße. Am 30. Januar 1933 wurde der Abschnitt der Potsdamer Chaussee zwischen Lohengrinstraße und Katteweg in Dreilindenstraße umbenannt, nur die linke Seite (nördlich) ist bebaut, gegenüber ist Forst. Dieser Abschnitt fiel beim Bau des Autobahnkreuzes Zehlendorf weg und die Potsdamer Chaussee wurde durchgehend nach Süden verlegt, sodass die Dreilindenstraße in Seitenlage kam. 1943 sind die Grundstücke Dreilindenstraße 2–22 (Post Wannsee) als Reichsautobahn aufgeführt, der Straßenverlauf ist (rechts, gerade) Potsdamer Chaussee, Lohengrin-, Isolde-, Waltharistraße und zumeist bebaut, linke Seite Forst bis Nibelungenstraße. Namensgebend für die Straße war das Jagdschloss Dreilinden für Prinz Friedrich Karl im Düppeler Forst, zu dem sie hinführte. Das Schloss wurde 1955 abgerissen und heute steht dort die Revierförsterei. In dem Bereich war der Grenzkontrollpunkt „Checkpoint Bravo“ für den Transitverkehr durch die DDR. Nach dem Schloss ist die Landhaussiedlung Dreilinden südlich von Berlin benannt. Die Dreilindenstraße war bis zum Autobahnbau ein Abschnitt der Berlin-Potsdamer Chaussee, an der Ecke Lohengrinstraße gab es ein Chausseehaus, in dem die für die Unterhaltung zuständigen Arbeiter wohnten. | Dreilindenstraße von Lohengrinstraße westwärts · Dreilindenstraße · Berlin-Nikolassee Dreilindenstraße Dreilinden-Gymnasium    |
| Edwin-C.-Diltz-Straße (Lage)            | 0310                          | Edwin Cary Diltz (1916–1948), Major der US Air Force, verunglückte während der Berliner Luftbrücke beim Landeanflug auf Berlin tödlich | 1. Sep. 1970        | Sie liegt in einem Siedlungsgebiet südlich der Potsdamer Chaussee zwischen Lissabonallee und Charles-H.-King-Straße und wurde nach Bebauungsplan als Straße 639 in den 1930er Jahren trassiert. Mitte der 1960er Jahre wurde beim Anlegen der Straßen in dieser Siedlung der nördliche Abschnitt der Andreezeile aufgehoben, der südlich anschließende Teil in Clauertstraße umbenannt. | Edwin-C.-Diltuz-Straße südwärts am Nordende                                                                                    |
| Flererhof (Lage)                        | 0090                          | Flerer, in märkischer Mundart (Telt'sches Platt) für Flieder | 13. Aug. 1985       | Die Straße auf dem Gelände der ehemaligen Kolonie Neu-Zehlendorf liegt als Sackgasse zwischen Am Rohrgarten und Königsweg, der hier keine Fahrstraße ist und den Nordrand der „KGA Schlachtensee-Süd“ bildet. Von Am Rohrgarten als Sackgasse mit einem Fußweg (gesperrt für Motorräder Zeichen 255) zum Königsweg, bebaut mit Reihenhäusern mit Vorgärten. Die Straße 671 des Bebauungsplans wurde wie die parallelen Straßen in diesem Wohngebiet Anfang der 1930er Jahre trassiert. Die Benennung der Straßen mit dem Zusatz „-hof“ in der „Gartenstadt Düppel“ erfolgte erst um Mitte der 1980er Jahre. | Flererhof vom Fußweg zum Königsweg nach Norden                                                                                 |
| Gänseblümchenweg (Lage)                 | 060                           | Gänseblümchen, Korbblütler | 25. Nov. 1991       | Die Straße liegt zwischen dem nördlichen Abschnitt von Parforceheide und dem Nordende der Benschallee. Der Weg im Bereich der Gartenstadt Düppel führt im Südosten um das Jugendfreizeitheim Düppel und besitzt keine Grundstückszuordnung. Der Weg liegt auf der Trasse der Straße 673, die nach Bebauungsplan projektiert war. Zur Lissabonallee besteht (nordwärts) ein Fuß-/Radweg. | Berlin-Nikolassee Gänseblümchenweg                                                                                             |
| Gerkrathstraße (Lage)                   | 0500                          | Franz Gerkrath (1835–1901), deutscher Versicherungsfachmann | vor 1905            | Die Straße wurde 1903/1904 von der Heimstätten AG auf Kosten der Eigentümer angelegt. Sie liegt zwischen Spanischer Allee und Normannenstraße am Ostrand der Rehwiese. Die Straße ist Teil des Grünen Hauptwegs Nr. 11 Berlins, Wannseeweg | Nikolassee Gerkrathstraße 12 · Nikolassee Gerkrathstraße Rehwiese                                                              |
| Haagstraße (Lage)                       | 0260                          | Adolf Haag (1858–1927), Oberingenieur, Pächter, Kommunalpolitiker | 4. Apr. 1934        | Die Straße, als Straße A projektiert, liegt von und zur Beskidenstraße im südöstlichen Bogen. Sie wurde Anfang der 1930er Jahre von der Heimstätten AG angelegt. Haag war mit acht weiteren Anwohnern am 6. April 1910 in den Gemeinderat von Nikolassee gewählt worden, als auf Kabinettsorder die Kolonie in die Landgemeinde Nikolassee gewandelt wurde. | Berlin-Nikolassee Haagstraße                                                                                                   |
| Havelchaussee (Lage)                    | 3620 (im Ortsteil)            | an der Havel entlang | ab 1925             | Die Havelchaussee im Ortsteil setzt den Kronprinzessinnenweg (ab Höhe Fußgängertunnel unter der A 115 zum Schlachtensee) als Straße fort, führt nach Nordwest zum Havelufer und geht nördlich der Bezirksgrenze zu Charlottenburg-Wilmersdorf in Höhe der Lieper Bucht etwas nördlich der Fähre nach Lindwerder im Nachbarortsteil weiter. Sie führt nach Norden durch Grunewald, Westend bis Wilhelmstadt (Spandau). Die gesamte Straße ist eine Tempo-30-Zone und führt durch das Naherholungsgebiet des Berliner Forstes Grunewald. Sie ist zwischen 24 und 6 Uhr für den Verkehr gesperrt. | Havelchaussee Große Steinlanke · Havelchaussee Ecke Kronprinzessinnenweg                                                       |
| Himbeersteig (Lage)                     | 0360                          | Himbeere, beerenartige Sammelsteinfrucht | 13. Aug. 1985       | Die Straße 663 auf dieser Trasse ist im Bebauungsplan projektiert. Sie liegt in der „Gartenstadt Düppel“ zwischen Am Rohrgarten und Schlehdornsteig. | Himbeersteig nach Süden gesehen                                                                                                |
| Hohenzollernplatz (Lage)                | 0070 Halbkreisradius          | Hohenzollern, deutsches Herrschergeschlecht | um 1900             | Der Platz wurde um 1890 von der Heimstätten AG mit der Alemannenstraße angelegt. Der Vorplatz des S-Bahnhofs Nikolassee an der Westseite liegt an der Alemannenstraße, von Osten mündet die Normannenstraße und von Südost führt die Prinz-Friedrich-Leopold-Straße durch den Platz. Seit Anfang der 1980er Jahre ist der Schmuckplatz als Geschützter Baubereich eingetragen. Am Platz mit den Grundstücken 1–8 liegen außer dem Bahnhof (Nr. 6) das ehemalige Rathaus der Landgemeinde Nikolassee, das ehemalige Dienstgebäude der Heimstätten AG von 1903 und das Wohn- und Geschäftshaus mit Schornsteinturm. Südlich des Bahnhofs gibt es seit Anfang der 1950er Jahre auf Grundstück 7 die „Ladenzeile“. | Berlin-Nikolassee Rathaus Nikolassee · Berlin-Nikolassee Bahnhof Nikolassee · Berlin-Nikolassee Hohenzollernplatz · Ladenzeile |
| Hoiruper Straße (Lage)                  | 0190                          | Højrup Sogn, dänische Kirchspielgemeinde in Nordschleswig | 17. Mai 1930        | Die Straße am Westrand des Schlachtensees mit den Grundstücken 1–14 (fortlaufend) geht nach Norden von der Spanischen Allee / Am Schlachtensee ab und endet an der Bahnlinie. Die als Straße G2 projektierte Trasse wurde um 1910 von der Eisenbahngesellschaft und den Anliegern angelegt. Die Namenswahl steht im Zusammenhang mit der im Versailler Vertrag vorgesehenen Volksabstimmung, nach deren Ausgang 1920 auch der Ort Hoirup an Dänemark abgetreten wurde. | Berlin-Nikolassee Hoiruper Straße                                                                                              |
| Im Mittelbusch (Lage)                   | 0470                          | Mittelbusch, das einst hier bewaldete Gelände der Zehlendorfer Heide | um 1920             | Die Straße liegt zwischen Von-Luck-Straße und der Rehwiese (Julius-Posener-Platz). Die Straße wurde um 1904 von der Heimstätten AG als Mittelweg angelegt und 1907 befestigt. | Berlin-Nikolassee Im Mittelbusch                                                                                               |
| Inselstraße (Lage)                      | 1220                          | auf der Insel Schwanenwerder | um 1900             | Es ist die Zufahrtsstraße und die Ringstraße auf der Insel Schwanenwerder ab Schwanenwerderbrücke, wo sie den Wannseebadweg fortsetzt. Die Straße wurde um die Jahrhundertwende durch einen Berliner Fabrikanten im Auftrag der Interessengemeinschaft Schwanenwerder GmbH als Privatstraße angelegt. Es ist die einzige Straße auf Schwanenwerder, das 1920 mit der Eingemeindung Spandaus zu Berlin und 1926 zu Zehlendorf kam. Auf der Insel befindet sich das deutsche Aspen-Institut und das Jugendgästehaus Schwanenwerder. | Berlin-Nikolassee Inselstraße 28 · Inselstraße Aspen-Institut · Inselstraße 20–22 Jugendgästehaus                              |
| Isoldestraße (Lage)                     | 0290                          | Isolde, Königin von Cornwallis ist eine Gestalt aus Richard Wagners Oper Tristan und Isolde | vor 1905            | Die Straße im Wagnerviertel liegt zwischen Tristanstraße und Potsdamer Chaussee. Die Straße wurde um 1897 von der Heimstätten AG und der Eisenbahngesellschaft angelegt. | Berlin-Nikolassee Isoldestraße                                                                                                 |
| Jochen-Klepper-Weg (Lage)               | 0700                          | Jochen Klepper (1903–1942), Journalist, Schriftsteller und geistlicher Liederdichter, Opfer des NS-Regimes | um 1952             | Der Parkweg im Wonnegauviertel liegt in einem Grünzug (geschützte Grünanlage) östlich der Rehwiese zwischen Beskidenstraße (Kirchweg) und Wasgenstraße. Er wird von der Von-Luck-Straße gekreuzt. 1954 kreuzte auch die Krottnauer Straße, die heute als Wonnegausteig ein Fußweg ist. | Berlin-Nikolassee Jochen-Klepper-Weg                                                                                           |
| Julius-Posener-Platz (Lage)             | 0100 × 50 ungefähr rechteckig | Julius Posener (1904–1996), Architekt | 4. Nov. 2004        | Der Platz liegt im Straßenzug An der Rehwiese–Im Mittelbusch am Südrand der Rehwiese. Vom Platz führt nach Nordost Im Mittelbusch, nach Nordwest und Südwest An der Rehwiese und die Normannenstraße nach Nordwest. Der Platz wurde anlässlich des 100. Geburtstages von Posener benannt. Verschiedene Orte seines Lebenswerkes wie Haus Mittelbusch, Landhaus Wild (Kirchweg 25), Landhaus Freudenberg (Potsdamer Chaussee 48), sein eigenes Wohnhaus (Potsdamer Chaussee 49a) und die Rehwiese, für die er sich stark engagierte, befinden sich in unmittelbarer Nähe. | Berlin-Nikolassee Julius-Posener Platz                                                                                         |
| Katteweg (Lage)                         | 0410                          | Hans Hermann von Katte (1704–1730), preußischer Leutnant, hingerichteter Jugendfreund Friedrichs des Großen | 16. Jan. 1925       | Die Straße V wurde Mitte der 1920er Jahre von den Anliegern und Eigentümern angelegt. Sie liegt zwischen Königsweg und Von-der-Trenck-Straße, wobei das Grundstück 1 über letztere hinaus direkt am Südostrand des Autobahnkreuzes Zehlendorf liegt. 1943 ist die Straße bis Potsdamer Chaussee angegeben, allerdings sind die Grundstücke 1 bis 5 (nach damaliger Zählung) als Reichsautobahn und die Gegenseite als Sackgasse aufgeführt. 1926 ist der Katteweg unter Zehlendorf als unbebaut von der Potsdamer Chaussee angegeben und 1927 unter Zehlendorf mit vier bebauten Grundstücken zwischen Königsweg und Potsdamer Chaussee. Der nördliche Teil wurde in den 1930er Jahren durch die Autobahn überbaut. | Berlin-Nikolassee Katteweg |
| Kesperhof (Lage)                        | 0100                          | Kesper in märkischer Mundart (Telt’sches Platt) für Kirsche | 13. Aug. 1985       | Die Straße auf dem Gelände der ehemaligen Kolonie Neu-Zehlendorf, als Straße 670 des Bebauungsplans trassiert, war Anfang der 1920er Jahre von der Berliner Bauland-Vermittlungsgesellschaft übernommen worden, blieb aber unbebaut. Die Straße ist mit Reihenhäusern mit Vorgärten bebaut und liegt in der „Gartenstadt Düppel“. Von Am Rohrgarten als Sackgasse mit einem Fußweg (gesperrt für Motorräder Zeichen 255) zum Königsweg, da letzterer hier nur als Fuß- und Reiterweg zwischen einem Grünstreifen liegt. Kesperhof liegt parallel zu einigen Straßen die ebenfalls mit dem Zusatz -hof benannt sind. | Kesperhof – Blick Nord vom Königsweg                                                                                           |
| Kirchweg (Lage)                         | 0830                          | zwischen Kirche und Kirchhof | um 1900             | Die Straße wurde in mehreren Bauabschnitten zwischen 1900 und 1906 von der Heimstätten AG angelegt. Sie liegt zwischen Potsdamer Chaussee und Gerkrathstraße (Rehwiese) und führt zwischen der Kirche Nikolassee (Westseite) und dem Friedhof (Ostseite) hindurch. 1920 besteht der südliche Abschnitt zwischen Sanatorium Waldhaus und Mittelweg an dem auf einer Enklave der Landgemeinde Nikolassee in Zehlendorf die Kirche und der Friedhof von Nikolassee liegen. | Kirchweg 6 Evangelisches Gemeindehaus · Kirche Nikolassee                                                                      |
| Königsweg (Lage)                        | 3540 (im Ortsteil)            | auf den preußischen König bezogen, historische Verbindung der Königsschlösser in Berlin und Potsdam | nach 1730           | Der Königsweg liegt vorwiegend als Fuß-, Rad- und Reitweg zwischen Stahnsdorfer Damm und Clauertstraße mit den Grundstücken 138–142 (auf dem Gelände des Waldfriedhofs) und 200–250 (gerade) im Ortsteil, teilweise entlang der Stadtgrenze. Als Straße ist nur der Abschnitt zwischen Katteweg und Am Waldhaus ausgeführt. Nach beiden Seiten als Sackgasse östlich am Grundstück 200 und westlich am Grundstück 240–250 mit Wendehammer. An der Straßensüdseite liegt Wald und die KGA Schlachtensee-Süd. Auf einem Teil der Straße verläuft der Berliner Mauerweg. Die Straße (über die Ortsteilgrenzen hinweg) setzt sich westwärts als Fußweg nach Wannsee und ostwärts als Fahrweg nach Zehlendorf fort. Die Lindenthaler Allee wird als Fußgängerüberweg gekreuzt und ist beidseits als Geh- (Zeichen 239) und Reiterweg (Zeichen 238) ausgezeichnet. 1900 ist der Königs=Weg für Zehlendorf mit Schlachtensee ab Königstraße mit einem Gebäude für sechs Bewohnerfamilien aufgeführt. Er liegt südlich vom Gut Düppel, den Hubertushäusern (Neu-Zehlendorf) und der Potsdamer Chaussee und setzt die Zehlendorfer Königstraße fort. | Königsweg nach Ost |
| Kronprinzessinnenweg (Lage)             | 6580 (im Ortsteil)            | Kronprinzessin, in Preußen Titel der Gemahlin des Kronprinzen | nach 1882           | Der Kronprinzessinenweg liegt mit den Grundstücken 21–160 (fortlaufend) zwischen der Scabellstraße und dem Großen Stern (Anschlussstelle Hüttenweg) am Hüttenweg im Ortsteil. Nach Süden setzt er sich in Wannsee fort. Der Teil nördlich vom Großen Stern in Grunewald ist als Königsweg benannt. Als Hauptstraße (StEP-Kategorie III) ist sie bis zur Spanischen Allee als Fahrstraße bis zur Havelchaussee (in die sie übergeht) ausgewiesen, der weitere Abschnitt ist ein Fuß- und Radweg und diese 4000 Meter sind als Skaterstrecke ausgebaut. Der älteste Teil der Straße wurde 1882 vom Kreis Teltow als Kreis-Chaussee angelegt. Im Stadtplan Berlins von 1901 war der Kronprinzessinnenweg namentlich als Verlängerung des (Charlottenburger) Königswegs eingezeichnet, der Verlauf änderte sich im Laufe der Jahrzehnte beispielsweise durch den Bau der Automobilstraße und blieb unter diesem Namen nur in Wannsee und Nikolassee bestehen, der Weg verlief zunächst parallel zur Wannseebahn, später zur AVUS. | Berlin-Nikolassee Kronprinzessinnenweg · Wasserwerk Beelitzhof · Wasserwerk Beelitzhof                                         |
| Krottnaurerstraße (Lage)                | 0810 (im Ortsteil)            | Hugo von Krottnaurer (1851–1915), Unternehmer, Kommunalpolitiker, Gründungsmitglied und Direktor der Heimstätten AG | vor 1905            | Die Straße wurde um 1904/1905 in mehreren Bauabschnitten von der Heimstätten AG angelegt und ausgebaut. Sie beginnt Am Schlachtensee im Nachbarortsteil Schlachtensee, kreuzt an der Spanischen Allee die Ortsteilgrenze zu Nikolassee und endet an der Wasgenstraße, wobei sie im südlichen Teil ab Wonnegausteig nach Osten abknickt. Der südliche Abschnitt verlief bis Anfang der 1930er Jahre zwischen Spanischer Allee (früher Wannseestraße) und Beskidenstraße und wurde durch das Neubaugebiet „Wonnegauviertel“ bis zur Wasgenstraße verlängert und bebaut. Auf der Nikolasseer Ortsteilkarte von 1926 sind drei Häuser (17, 18, 19) eingetragen, von denen das Einfamilienhaus Nr. 19, 1907 von Fritz Schirmer, unter Denkmalschutz. steht, ebenfalls eingetragen sind Haus 8 und Haus 6a | Berlin-Nikolassee Krottnaurerstraße 32 · Berlin-Nikolassee Krottnaurerstraße                                                   |
| Libellenstraße (Lage)                   | 0460                          | Libellen, weltweit verbreitete Insektenordnung | vor 1905            | Sie liegt zwischen Cimbernstraße und der Prinz-Friedrich-Leopold-Straße, wo sie in An der Rehwiese übergeht. Der südliche Abschnitt wurde durch den Autobahnbau von der Uferlage am Nikolassee getrennt und führt seit den 1930er Jahren westseits an der Bundesautobahn 115 entlang. Die Straße wurde um 1900 von der Heimstätten AG und den Eigentümern angelegt. 1920 liegt sie am Westrand der Landgemeinde Nikolassee und entlang des Nikolassee. 1910 sind im Adressbuch zehn Grundstücke als bebaut notiert. | Libellenstraße vom Autobahndurchgang nordwärts gesehen                                                                         |
| Lindenthaler Allee (Lage)               | 0690 (im Ortsteil)            | Lindenthal, Gemeinde im Norden Leipzigs, seit 1999 Ortsteil Leipzigs | 31. Juli 1947       | Die Allee beginnt im Ortsteil Schlachtensee an der Bahnunterführung am S-Bahnhof Mexikoplatz, kreuzt an der Potsdamer Chaussee die Ortsteilgrenze zu Nikolassee und endet hier an der Lloyd-G.-Wells-Straße. Die östlichen Grundstücke 56–72 liegen in Zehlendorf. Die Straße wurde zwischen 1892 und 1895 von der Zehlendorf-West AG angelegt und war mit Linden bestanden. Am 1. Dezember 1934 wurde sie angepasst zu anderen Straßen in Schlachtensee nach NSDAP-Mitglied Theodor Fritsch (1852–1933) und Verleger antisemitischer Schriften benannt. 1947 erfolgte im Rahmen der Beseitigung von NS-Gedankengut die Umbenennung angepasst an den vorherigen Namen, wobei Lindenstraße seit der Bildung von Groß-Berlin mehrfach als Straßenname bestand. Zur Verbesserung der Hauptstraßenverbindung nach Kleinmachnow besteht im Süden ein Grünstreifen als freigehaltene Trasse südlich am ehemaligen S-Bahnhof Düppel als Umgehung von Lloyd-G.-Wells-Straße und Benschallee. | Berlin-Nikolassee Lindenthaler Allee                                                                                           |
| Lissabonallee (Lage)                    | 0560                          | Lissabon, Hauptstadt von Portugal | 3. Mai 1979         | Die Lissabonallee setzt die Spanische Allee südlich der Potsdamer Chaussee bis zur Lindenthaler Allee fort. Hier wurde die Straße 625 des Bebauungsplans trassiert und Mitte der 1920er Jahre von Eigentümern und Anliegern angelegt, um 1930 durch die Gemeinde als Andreézeile (Nikolasseer Abschnitt) ausgebaut. Im Adressbuch 1943 ist diese Zeile zwischen Königsweg und Potsdamer Straße mit Baustellen, gemeint sind vergebene aber unbebaute Grundstücke, angegeben. Der heutige Verlauf im Bogen zwischen Gartenstadt Düppel und dem (US-amerikanischen) Viertel zur Lindenthaler Allee hin entstand durch die Bebauungen vom Ende der 1970er Jahre für die US-amerikanischen Militärangehörigen im Bezirk Zehlendorf. | Lissabonallee westwärts über Lindenthaler Allee hinweg                                                                         |
| Lloyd-G.-Wells-Straße (Lage)            | 0340                          | Lloyd G. Wells (1919–1948), US-amerikanischer Militär | 1. Sep. 1981        | Die Wohnstraße ist eine der Hauptverbindungen nach Kleinmachnow mit teilweise hohem Verkehrsaufkommen und liegt zwischen Benschallee und Lindenthaler Allee. Der Straßenname ist durch die in den 1990er Jahren von Soldaten der US-amerikanischen Schutzmacht bewohnten Siedlung begründet, die Benennung erfolgte während eines Deutsch-Amerikanischen Volksfestes. Wells war Bordmechaniker bei der US-Luftwaffe und verunglückte 1948 bei einem Einsatz im Rahmen der Luftbrücke nach Berlin tödlich. Die Straße 659 des Bebauungsplans wurde Mitte der 1930er Jahre von Eigentümern und Anliegern gebaut. Nach 1945 zogen US-amerikanische Soldaten mit ihren Familien in das Viertel. Da die Lindenthaler Allee im Süden nicht wie trassiert ausgebaut ist, führt die Straße als Ergänzungsstraße den örtlichen Verkehr nach Kleinmachnow zur Benschallee. | Lloyd-G.-Wells-Straße nach Ost ab Ecke Benschallee                                                                             |
| Lohengrinstraße (Lage)                  | 0500                          | Lohengrin, Oper von Richard Wagner | vor 1905            | Die Straße liegt im „Wagnerviertel“ zwischen Nibelungen- und Dreilindenstraße am Westufer des Nikolassees entlang. Die seeseitigen, gerade nummerierten Grundstücke 2–34 werden vom Nymphenufer begrenzt, das mit der Lohengrinstraße durch den Nikolassteig (bis 1936 Eichenweg) verbunden ist. Auf der Straßengegenseite liegen die Grundstücke 1–31 (ungerade), am Südende liegen auf Grundstück 26/34 die Gebäude des Kinder- und Jugendheims „Sancta Maria“ mit dem Schulhaus auf Dreilindenstraße 28. Die Straße wurde zwischen 1895 und 1897 von der Heimstätten AG angelegt und zwischen 1902 und 1904 ausgebaut und befestigt. | Berlin-Nikolassee Lohengrinstraße · Berlin-Nikolassee Lohengrinstraße 13                                                       |
| Lückhoffstraße (Lage)                   | 0630                          | Louis Lückhoff (1838–1913), Politiker und Gründungsmitglied der Heimstätten AG | vor 1905            | Die Straße wurde um 1900 von der Heimstätten AG angelegt und nach 1905 ausgebaut. Sie liegt zwischen Spanische Allee und Kirchweg, vor 1937 endete sie an der heutigen Schopenhauerstraße. In der ruhigen Wohnstraße mit der Fleischroten Rosskastanie als Straßenbaum gab es nie Geschäfte. | Berlin-Nikolassee Lückhoffstraße 20                                                                                            |
| Münchowstraße (Lage)                    | 0200                          | Otto Münchow (1847–1927), Unternehmer, Gründungs- und Vorstandsmitglied der Heimstätten AG | um 1905             | Die Straße wurde 1904/1905 von der Heimstätten AG als Fußweg angelegt und danach zur Straße ausgebaut. Die Straße liegt zwischen Am Beelitzhof und Paul-Krause-Straße westlich der A 115. | Berlin-Nikolassee Münchowstraße                                                                                                |
| Mutter-Mochow-Weg (Lage)                | 0460                          | Anna Mochow (geb. 1877), Gastwirtin in Nikolassee, war bekannt als die „Mutter aller Fernfahrer“. Ihr 1897 erbautes „Gasthaus Neu-Zehlendorf“ in der Potsdamer Chaussee 87 ist heute als „Gasthaus Mutter Mochow“ ein gelistetes Kulturdankmal. Ein Gasthaus gab es hier seit 1796, seit 1877 im Familienbesitz der Mochows, zunächst geführt von ihrer gleichnamigen Schwiegermutter (geb. 1847). Der Gastbetrieb endete 1940. | 24. Aug. 1987       | Dieser Fußweg liegt zwischen Potsdamer Chaussee und Am Rohrgarten am Ostrand des Yehudi-Menuhin-Parks in der Gartenstadt Düppel, vorher Straße 662 des Bebauungsplans. Auf der bis zum Zweiten Weltkrieg unbebauten Fläche wurde von den US-Amerikanern 1946 das DP-Lager Düppel gebaut. Nach dem Abriss der Baracken Anfang der 1970er Jahre wurde das Grundstück entlang dieses Weges aufgeteilt. | Mutter-Mochow-Weg nach Nord von Am Rohrgarten                                                                                  |
| Nibelungenstraße (Lage)                 | 0810 (im Ortsteil)            | Nibelungen, Opernzyklus von Richard Wagner nach dem Schatz des Zwergengeschlechts der deutschen Sage | u03 1905            | Die Straße liegt (in mittelbarer Verlängerung der Alemannenstraße) zwischen Lohengrinstraße und Potsdamer Chaussee, sie bildet die Ortsteilgrenze zu Wannsee. Straßenland und östlichen Grundstücke 1–21 (fortlaufend) sowie die KGA Wannsee (BLW auf Bahngelände ab ggü. Grundstück 14a) liegen im Ortsteil, nur auf der Südostseite stehen Villen. Dagegen gehört die Westseite mit dem Bahnhof Wannsee zu Wannsee. Die Straße wurde um 1900 in der Villenkolonie Nikolassee (Wannseedreieck) von der Heimstätten AG parallel zum Bahngelände angelegt, beginnend am Bahnhof Wannsee zwischen der Dreilindenstraße und der Lohengrinstraße. Der Streifen am Bahndamm gehörte weiterhin zum Kreis Teltow. In den 1930er Jahren wurde sie im Zuge des Neubaus der Potsdamer Chaussee (am Autobahnkreuz Zehlendorf) über die Dreilindenstraße hinaus bis zur neuen Trasse verlängert. Ende 1918 waren trotz des geringen Quadratmeterpreises noch 14 der 21 ausgewiesenen Grundstücke wohl wegen der Bahnnähe nicht verkauft. Das Mietshaus Nibelungenstraße 1 von 1905/1906, das zusammen mit dem Haus Dreilindenstraße 80 (damals Dreilindenstraße 1) vom Bauunternehmer Klose aus Michendorf errichtet wurde, war bis Anfang der 1920er Jahre das einzige in der Straße. | Haus Nibelungen |
| Nikolassteig (Lage)                     | 0090                          | Weg zum Nikolassee | 29. Jan. 1937       | Er wurde um 1899/1900 als Eichenweg mit Verbindung zum Nikolassee angelegt und 1904 von der Heimstätten AG als öffentliche Straße ausgebaut. Der Fußweg (nach RBS) (ohne zugeordnete Grundstücke) liegt zwischen Lohengrinstraße und Nymphenufer. Er führt an der Lohengrinstraße zwischen 18a und 20 hindurch und erschließt die Hintergrundstücke 18 und 20a. | Nikolassteig in Richtung zum See                                                                                               |
| Normannenstraße (Lage)                  | 0410                          | Normannen, keine geschlossene Volksgruppe, zum Benennungszeitpunkt für die Wikinger | vor 1905            | Die Linden bestandene ruhige Wohnstraße mit konvexen Bogen nach Nordost führt im Germanenviertel zwischen Alemannenstraße am Hohenzollernplatz und Gerkrathstraße durch die Rehwiese hindurch. In den Jahren 1905–1907 wurde sie bebaut, 1912 standen bereits auf sieben von 15 Grundstücken die heute noch vorhandenen Villen, deren Gärten teilweise auf Nachbargrundstücken liegen. Nach Adressbuch 1920 befindet sich in Nr. 1 die Heimstätten AG am Hohenzollernplatz, sechs Villen (Villa Luttermöller auf 8–12), vier Häuser, ein Garten (gehört zu Nr. 7) und für drei Grundstücke sind Baustellen ausgewiesen (was hier nicht unbedingt begonnenen Bau bezeichnet, sondern lediglich noch unbebaute geeignete Grundstücke bedeutet). | Berlin-Nikolassee Normannenstraße 11                                                                                           |
| Nymphenufer (Lage)                      | 0700                          | Nymphe, ein Naturgeist durch die Nähe des Richard-Wagner-Viertels und bei durch die Nähe des Sees in der Doppelbedeutung Nymphe (Zoologie) für geflügelte Insekten | vor 1905            | Der Uferweg direkt am Nikolassee liegt als Fußweg zwischen dem Rehsprung, jenem vom Autobahnkreuz Zehlendorf überbauten Ostende der Dreilindenstraße am „Haus der Heiligen Hedwig“, und der Seeuferstraße, die sich um ihre nordwestlichen, bebauten Grundstücke zwischen Normannen- und Alemannenstraße schlängelt. Diese verkehrsberuhigte Straßenführung nimmt für das Nymphenufer den Autoverkehr in Fortführung der Seeuferstraße zwischen dieser und dem Kronprinzessinnenweg auf, hier führt die schmale gepflasterte Straße unter dem Namen Nymphenufer durch zwei höhenbegrenzte (Zeichen 265 – 3,1 Meter) und auf Gegenverkehr beschilderte (Zeichen 308) Tunnel unter der Wannseebahn und der Wetzlarer Bahn hindurch. Das Nymphenufer endet am Westende am Ortsteilrand, weil das Straßenland des Kronprinzessinenwegs zu Wannsee gehört. Zwischen den beiden Eisenbahnbrücken befinden sich die Kfz.-gerechten Zugänge zur KGA Nikolassee, der Bahnlandwirtschaft zwischen beiden Bahnlinien am S-Bahnhof. Der Straßenzug wurde um 1900 von der Heimstätten AG angelegt, im Adressbuch 1920 sind zwischen Nikolassee und Seeuferstraße Gärten zu Dreilinden- und Lohengrinstraße gehörend ausgewiesen und an der Seeuferstraße Baustellen (ohne Grundstücksnummer). Die Straße verbindet den Nikolassee mit dem Kleinen Nikolassee jenseits der Bahnlinien, der Rest des verlandeten einstigen Wasserlaufs (Grunewaldrinne). | Nymphenufer vom Kronprinzessinenweg zur Bahn                                                                                   |
| Osthofener Weg (Lage)                   | 0310                          | Osthofen, seit 1970 Stadt im Wonnegau, Rheinland-Pfalz | 8. Aug. 1935        | Die Straße im Wonnegauviertel liegt zwischen Westhofener Weg und Wasgenstraße, projektiert ist sie als Straße 359 des Bebauungsplans. Sie liegt parallel zur nördlicheren Westhofener Straße. 1943 sind von den Grundstücken 1–31 (linke Seite) noch zwei und auf der gegenüberliegenden Seite 2–32 vier unbebaut. | Berlin-Nikolassee Osthofener Weg                                                                                               |
| Palmzeile (Lage)                        | 0220 (im Ortsteil)            | Johann Philipp Palm (1766–1806), Buchhändler und Verleger | 15. März 1939       | Die Straße beginnt an der Krottnaurer Straße, kreuzt an der Spanischen Allee die Ortsteilgrenze zu Schlachtensee und endet dort an der Matterhornstraße. Im Abschnitt südlich der Spanischen Allee wurde sie zwischen 1897 und 1900 von der Heimstätten AG als Gertrudstraße angelegt, nördlich der Spanischen Allee wurde auf der (heutigen) Trasse nach 1893 die südliche Waldemarstraße, benannt nach dem Prinzen Waldemar von Preußen (1889–1945), angelegt. 1939 wurden diese beiden in Palmzeile umbenannt. | Berlin-Nikolassee Palmzeile |
| Parallelstraße (Lage)                   | 0150                          | parallel zur Wannseebahn | vor 1925            | Die Straße liegt westwärts durch die Bahnlinie hindurch von der Alemannenstraße (Höhe Teutonenstraße) ab und führt nach Südostund, sie erschließt die Grundstücke 1, 1a und 2 und führt zum denkmalgeschützten S-Bahn-Unterwerk Nikolassee. Die Straße liegt bis an die A 115 und die Bahnstrecke der S-Bahn-Linie S 1. Vor dem Bau des Autobahnzubringers 1939 verlief sie parallel zur Wannseebahn durch einen Tunnel unter den Wannseebahngleisen in die tiefer gelegene Borussenstraße in Höhe der Treppe zur Paul-Krause-Straße. Im Zuge des Autobahnbaus wurde sie in Richtung Stadtbahntrasse verschwenkt und der Straßentunnel zur Borussenstraße beseitigt. | Berlin-Nikolassee Parallelstraße                                                                                               |
| Parforceheide (Lage)                    | 0500 (in drei Teilen)         | Parforceheide, Landschaftsbezeichnung für das Gebiet südlich von Albrechts Teerofen | 11. Jan. 1985       | Sie ist als Straße 672 nach Bebauungsplan trassiert. Die Straße liegt in der „Gartenstadt Düppel“ in zwei hofartigen Abschnitten nach Norden ab Am Rohrgarten und nördlich eines Querabschnitts mit Anschluss am Mutter-Mochow-Weg (Parkostseite). Sie geht in den Gänseblümchenweg über. Sie erschließt in der Siedlung östlich vom Parkgelände die Reihenhäuser (in elf Blöcken) mit Gärten auf den Grundstücken 1–121 (ungerade) und 2–120 (gerade). | Parforceheide nordwärts am westlichen Weg                                                                                      |
| Paul-Krause-Straße (Lage)               | 0150                          | Paul von Krause (1852–1923), Jurist und Staatsbeamter | vor 1905            | Die Straße geht von der Münchowstraße südostwärts Richtung Borussenstraße ab und endet in einem Wendehammer an der um 1903 angelegten Treppenanlage zur Borussenstraße. Vor 1903 war die Straße nach dem Gründungsmitglied Hans Roland der Heimstätten AG benannt und die heutige Rolandstraße in Schlachtensee-West war nach Paul von Krause benannt, wobei wohl durch die Ansiedlung von Krauses hier die Straßennamen getauscht wurden. Die Grundstücke an der südwestlichen Straßenseite hatten freien Zugang zu den zum Wasserwerk gehörenden Niederungen am Nikolasgraben, sind jedoch heute eingezäunt und für die Öffentlichkeit nicht zugänglich. | Paul-Krause-Straße von der Borussentreppe aus · Berlin-Nikolassee Paul-Krause-Straße                                           |
| Pfeddersheimer Weg (Lage)               | 0760                          | Pfeddersheim, einst freie Reichsstadt, seit 1969 ein Stadtteil von Worms | 8. Aug. 1935        | Die Straße zwischen Wasgenstraße und Kirchweg liegt im Wonnegauviertel auf der Trasse von Straße 360 und Straße 361 des Bebauungsplans, als südliche zu den parallelen Ost- und Westhofener Straße. | Berlin-Nikolassee Pfeddersheimer Weg                                                                                           |
| Potsdamer Chaussee (Lage)               | 3680 (im Ortsteil)            | Chaussee nach Potsdam dem westlichen Nachbarort | vor 1905            | Die Potsdamer Chaussee mit den Grundstücken 33A–52 und 61–95 (fortlaufend) liegt zwischen der Nibelungenstraße und der Wasgenstraße, mit den südlichen Grundstücken bis Lindenthaler Allee in Nikolassee. Ein westlicher Abschnitt liegt in Wannsee, die Straße setzt sich im Osten in Zehlendorf fort. Bis zum Ausbau der Verbindung von der AVUS zum Berliner Ring führte der westliche Teil der Chaussee nach Wannsee am Zehlendorfer Kreuz über die Dreilindenstraße durch die Bahnbrücke am Bahnhof Wannsee. Die Potsdamer Chaussee war Abschnitt der alten Potsdamer Straße, der als Verbindungsstraße zwischen den Residenzstädten Berlin und Potsdam bereits 1792 angelegten, ältesten befestigten Straße in Preußen. Auf einer Karte von 1905 wurde dieser Abschnitt noch als Chaussee von Potsdam bezeichnet. | Haus Mochow Potsdamer Chaussee 87 · Berlin-Nikolassee Potsdamer Chaussee Bogenhaus · Potsdamer Chaussee Autobahnüberquerung    |
| Prinz-Friedrich-Leopold-Straße (Lage)   | 0900                          | Prinz Friedrich Leopold von Preußen machte sich um die Heimstätten AG in Nikolassee verdient | vor 1905            | Die zweibahnige, lindenbestandene Straße liegt zwischen Alemannenstraße am Hohenzollernplatz und der Libellenstraße. Sie wurde zwischen 1901 und 1904 von der Heimstätten AG angelegt, im Pharus-Plan 1905 ist sie namentlich eingezeichnet. Die meisten der Häuser der Straße entstanden vor 1914, neben Villen und Landhäusern wurden am Nordende in Bahnhofsnähe Wohnhäuser mit Läden im Erdgeschoss gebaut. Die „Hauptstraße Nikolassees“ mit ihrem überwiegend alten Lindenbestand am Straßenrand und auf dem Mittelstreifen wurde von der Heimstätten AG in Prospekten als „breiteste, mit einem Gartenstreifen geschmückte Allee“ angepriesen. Die im Bogen nach Südosten laufende Straße führte bis an den Nikolassee, endet jedoch heute vor der Lärmschutzwand des Autobahnzubringers an der Libellenstraße. Etwas versetzt führt eine für den Bau von Reichsautobahnen typische vorbereitete Durchführung, die eine Fortführung der Straße zur Seeseite ermöglicht hätte, aber so nicht ausgeführt wurde. Am Westende der Prinz-Friedrich-Leopold-Straße führt ein Fußgängertunnel durch die Autobahn zur Seeseite. Der namensgebende Prinz Friedrich Leopold leitete die Kavallerieinspektion Potsdam und wurde 1907 Generalinspektor der Armee. Von seinem Wohnsitz Klein-Glienicke aus beförderte er die Besiedlung der Villenkolonie Nikolassee. Dem Prinzen Friedrich Leopold gehörte bis 1900 in der Gemeinde Nikolassee das in Rehwiese umbenannte „Kuhfenn“. | Berlin-Nikolassee Prinz-Friedrich-Leopold-Straße 23 · Berlin-Nikolassee Prinz-Friedrich-Leopold-Straße                         |
| Quantzstraße (Lage)                     | 0570                          | Johann Joachim Quantz (1697–1773), Flötist, Flötenbauer, Flötenlehrer Friedrichs des Großen | 25. Jan. 1925       | Die Straße im „Waldhaus-Viertel“ am Südostrand des Autobahnkreuzes Zehlendorf wurde als Straße T des Bebauungsplans trassiert. Sie liegt zwischen Potsdamer Chaussee und Königsweg. 1943 sind die Grundstücke zumeist bebaut (18 von 34), hinzu kommen drei Sommerhäuser und zwei Gartengrundstücke, acht werden als Baustellen genannt, wobei von der Potsdamer Chaussee her rechtsseitig (ungerade) Grundstücke am Königsweg unvergeben sind. | Berlin-Nikolassee Quantzstraße                                                                                                 |
| Quastheide (Lage)                       | 0140                          | Quastheide, Zehlendorfer Flur- und Waldbezeichnung (Quast = Laubwedel, Büschel) | 13. Aug. 1985       | Die Straße auf dem Gelände der ehemaligen Kolonie Neu-Zehlendorf war als Straße 664 des Bebauungsplans trassiert und Anfang der 1920er Jahre von der Berliner Bauland-Vermittlungsgesellschaft übernommen worden, blieb aber unbebaut. Sie liegt in der „Gartenstadt Düppel“ und wurde in den 1980er Jahren mit Reihenhäusern mit Vorgärten an einer hofartigen Zufahrtsstraße zwischen Am Rohrgarten und Königsweg bebaut. Von Am Rohrgarten als Sackgasse mit einem Fußweg (gesperrt für Motorräder Zeichen 255) zum Königsweg, der hier Fuß- und Reiterweg ist. Sie liegt parallel zu einigen Straßen die mit dem Zusatz -hof benannt sind. | Quastheide vom Weg am Königsweg nordwärts                                                                                      |
| Quendelsteig (Lage)                     | 0160                          | Quendel, Heil- und Gewürzpflanzen | 13. Aug. 1985       | Als Straße 665 des Bebauungsplans angelegt, liegt sie in der „Gartenstadt Düppel“ zwischen Wasgen- und Himbeersteig mit Reihenhäusern an einer hofartigen Zufahrt zu den Häusern. | Quendelsteig nach Ost vom Wasgensteig aus                                                                                      |
| Rehsprung (Lage)                        | 1430                          | anliegend der Rehwiese | vor 1920            | Der Fußweg liegt am Ostrand der Rehwiese in Fortsetzung der Gerkrathstraße zwischen Normannenstraße und dem Autobahnkreuz mit Anschluss zur Straße An der Rehwiese. Diese Straße an der Ostseite der Rehwiese wurde zwischen 1910 und 1912 von der Heimstätten AG als Wiesenweg angelegt und wurde beim Bau am Autobahnkreuz unterbrochen so ging der Anschluss an die Dreilindenstraße verloren, der Zufluss von der Rehwiese zum Nikolassee aufgehoben. Von der Dreilindenstraße geht ein (amtlich unbenannter) Fußweg zwischen dem „Haus der Heiligen Hedwig“ und der Nordwestkurve des Autobahnkreuzes über eine Treppe hinab zum Nymphenufer an den Nikolassee, der zwar in verschiedenen Karten immer noch als Rehsprung geführt wird. Ein Durchgang durch die Autobahn am See liegt näher zur Prinz-Friedrich-Leopold-Straße. Am Westende des Rehsprungs in der Nordostkurve (An der Rehwiese 33) steht das Pumpwerk, eine Einrichtung der Berliner Wasserbetriebe, die auch den Wasserfluss zwischen Rehwiese und Nikolassee regelt. Im Adressbuch 1943 ist der Rehsprung zwischen Gerkrathstraße, Kirchweg, Im Mittelbusch, An der Rehwiese über die Rehwiese zum Nymphenufer genannt und ein Grundstück Rehsprung 1 am Kirchweg mit Baustelle und Garten aufgeführt. | Berlin-Nikolassee Rehsprung |
| Rosemeyerweg (Lage)                     | 0220                          | Bernd Rosemeyer (1909–1938), Rennfahrer | 15. Jan. 1965       | Der Fußgängerweg liegt zwischen dem westlichen Eingang zum S-Bahnhof Nikolassee an der Borussenstraße und dem Kronprinzessinnenweg, dazu führt der Rosemeyersteg mit 70 Meter über die A 115. Rosemeyer war Werksfahrer bei Auto-Union und verunglückte bei einem Rekordversuch auf der tödlich. | Berlin-Nikolassee Rosemeyerweg                                                                                                 |
| Schlehdornsteig (Lage)                  | 0160                          | Schlehdorn, Rosengewächs, verbreitete Heckenpflanze | 11. Jan. 1985       | Auf der Trasse der Straße 667 des Bebauungsplans liegt dieser verkehrsberuhigte Bereich und Zufahrt der auf beiden Seiten liegenden Reihenhäusern mit einer hofartigen Struktur. Sie liegt in der „Gartenstadt Düppel“ zwischen Wasgen- und Himbeersteig. | Schlehdornsteig ostwärts vom Wasgensteig her gesehen                                                                           |
| Schopenhauerstraße (Lage)               | 820 (im Ortsteil)             | Arthur Schopenhauer (1788–1860), Philosoph | 29. Jan. 1937       | Die Straße beginnt an der Lückhoffstraße, kreuzt an der Spanischen Allee die Ortsteilgrenze zu Schlachtensee und endet dort am Heinrich-Albertz-Platz. Sie wurde 1937 im Verwaltungsbezirk Zehlendorf aus der Kronprinzessinnen- und der Sudetenstraße zusammengeführt und neu benannt. Die nach dem Titel der (preußischen) Gemahlin des Kronprinzen im Deutschen Reich benannte Straße wurde um 1905 angelegt. Sie lag zwischen Waldemarplatz, Heinrich-, Viktoria- (heute Breisgauer Straße), Luisen-, Wannseestraße (heute Spanische Allee) und war 1935 erst lückenhaft bebaut und lag bis zur Umbenennung völlig in „Zehlendorf mit Schlachtensee“. Die nach dem schlesisch-böhmischen Gebirgszug der Sudeten benannte Sudetenstraße wurde vor 1905 zwischen Wannseestraße, Krottnaurer-, Von-Luck-Straße, (Platz an der) Gerkrathstraße und An der Rehwiese in der Landgemeinde Nikolassee angelegt. Die Sudetenstraße ist 1935 nahezu völlig bebaut | Berlin-Nikolassee Schopenhauerstraße 53–55 · Berlin-Nikolassee Schopenhauerstraße 46                                           |
| Schwanenwerderweg (Lage)                | 1740                          | führt zum Schwanenwerderufer | um 1914             | Die (nicht amtliche) Straße liegt zwischen Kronprinzessinnenweg und Havelhöhenweg (Havel) und führt zum größten Teil durch den Forst, sie erschließt die Anlegeplätze nördlich der Schwanenwerderbrücke und die Revierförsterei Nikolassee. Für 1943 ist er zwischen Kronprinzessinenweg und Wannsee genannt und erschließt das Forsthaus Wannsee, das Seglerhaus der Seglervereinigung Berlin e. V. 1903, die Grundstücke des Yachtclubs Wannsee e. V. und der wassersportlichen Vereinigung alter Korpsstudenten, des Yachtclubs Deutschland Abt. Wannsee, des Brandenburger Yachtclub E.V.T., das stadteigene Grundstück des Angler Club Klare Lanke und das Restaurant Waldhütte im Forst. Noch 1920 ist er zusammen mit dem heutigen Badeweg dem heutigen Wannseestraße übergeordnet, der nur als Fußweg eingezeichnet ist. Wobei die Insel Schwanenwerder noch zu Spandau gehörte. | Schwanwerderweg nördlich des Kronprinzessinenwegs                                                                              |
| Seeuferstraße (Lage)                    | 0320                          | Nordufer (Nordwestecke) des Nikolassees | um 1910             | Die Straße liegt zwischen Lohengrinstraße und Nymphenufer, sie setzt sich an der Bahnlinie in der Alemannenstraße fort und der Straßenverkehr nach Nord wird von der Straße Nymphenufer durch die Bahnlinie geführt. Die Straße wurde 1890 als Fußweg angelegt und 1904/1905 von der Heimstätten AG ausgebaut. Zur Straße gehören die Grundstücke 1, 3, 5 an der Nordseite und gegenüberliegend die Häuser 6a–6f. Das Haus 8a–8c ist der Lohengrinstraße zugeordnet. | Seeuferstraße ab Lohengrinstraße                                                                                               |
| Spanische Allee (Lage)                  | 1620 (im Ortsteil)            | benannt anlässlich der Rückkehr der Legion Condor aus dem Spanischen Bürgerkrieg | 5. Juni 1939        | Die Spanische Allee durchzieht den Ortsteil als Hauptstraße (Kategorie III) mit regionaler Bedeutung. Mit dem Straßenland liegt sie zwischen Kronprinzessinenweg (Wannseebadweg) und Wasgenstraße im Ortsteil. Die Straße trug vor der Umbenennung durch die Nationalsozialisten nach der „siegreichen Rückkehr“ der Legion Condor den Namen Wannseestraße mit lokalem Bezug zum Wannsee. Am 5. Juli 1925 wurde der Abschnitt (Zehlendorf) der Viktoriastraße (heute Breisgauer Straße) zwischen Hubertusstraße (heute Tewsstraße) und Potsdamer Chaussee als Verlängerung der Wannseestraße einbezogen. Die Straße führte 1920 durch die beiden Bahnbrücken und wurde beim Ausbau der AVUS zum Berliner Ring in den 1930er Jahren über die (heutige) A 115 geführt und erhielt die Anschlussstelle 3 gleichen Namens. 1938 ist die „Wannseestraße“ mit 1–111 zum Ortsteil Zehlendorf angegeben und in der Lage (rechts) Wannseebahn, Am Schlachtensee, Hoiruper Straße (115–169 mit Wohnhäusern der Gagfah), Eisenbahn, Zugang zum Bahnwärterhaus, Grundstück der „AVUS Tankstelle“ und linke Seite 2–70 zu Zehlendorf, Wasgen-, Schopenhauer-, Gertrud-, Krottnaurer-, Lückhoff-, Von-Luck-, Gerkrathstraße, (Parkanlagen), An der Rehwiese, Alemannenstraße, Eisenbahn, Baustelle und Neubau auf 114–118, Tennisplätze, Eisenbahn, Borussenstraße, Wildbahnstraße, Kronprinzessinenweg. An der Spanischen Allee 180, für Insider als Spinnerbrücke (nahe Raststätte Grunewald) benannt, befindet sich ein kultiger Bikertreff, der durch seine Bekanntheit von einer Imbissbude am Zugangsweg zum Wannseebad zu einem großen Biergarten ausgebaut ist. | SpanischeAllee ab Matterhornstraße ostwärts · Nikolassee Spanische Allee Spinnerbrücke · Nikolassee Spanische Allee 110        |
| Stahnsdorfer Damm (Lage)                | 1350 (im Ortsteil)            | Stahnsdorf, südlicher Nachbarort des Bezirkes Zehlendorf, heute Landkreis Potsdam-Mittelmark, Bundesland Brandenburg | 13. Juli 1934       | Der Stahnsdorfer Damm bildet die Grenze zu Wannsee, auch das Straßenland gehört zum Nachbarortsteil. Das östliche Grundstück 3/7 (Revierförsterei Dreilinden) sowie das östlich angrenzende Waldstück liegen im Ortsteil. Am Rande der Revierförsterei befindet sich ds Benschgrab und auf dem Gelände der Revierförsterei liegt die Waldschule Zehlendorf. Das Jagdschloss Dreilinden stand bis zum Abriss 1954 auf diesem Gelände. Die Anfänge der Straße reichen zurück bis zur Jahrhundertwende, als seit 1890 ein Verbindungsweg unter dem Namen Havelweg durch den Forst zwischen Kleinmachnow und Wannsee (damals noch Kolonie Alsen) angelegt wurde. Für 1930 ist der Verlauf des Havelwegs (heute: Stahnsdorfer Damm) zwischen Wannseebahn/ Dreilindenstraße und Königsweg aufgeführt. Für das Jahr 1938 ist der Stahnsdorfer Damm in gleicher Lage angegeben, allerdings haben sich die Bewohner geändert und der Prinz Friedrich Leopold von Preußen ist aus der Schweiz zurück und lebt nun in Fahrland. | Stahnsdorfer Damm · Stahnsdorfer Damm Rose Range Shooting Area                                                                 |
| Tellheimstraße (Lage)                   | 0250                          | Tellheim, Hauptgestalt aus Lessings Lustspiel Minna von Barnhelm | 23. Feb. 1925       | Die ruhige Wohnstraße, vorher Straße P des Bebauungsplans, ist überwiegend mit freistehenden Einzelhäusern bebaut. Der Autobahnanschluss am Zehlendorfer Kreuz liegt sehr nahe, aber durch ein Waldstück am Westende der Straße wird die Lärmbelästigung gedämpft. Die Straße liegt zwischen Katteweg und Quantzstraße, südlich parallel zur Barnhelmstraße. | Berlin-Nikolassee Tellheimstraße                                                                                               |
| Teutonenstraße (Lage)                   | 0620                          | Teutonen, nach römischen Quellen ein germanisches Volk der Antike | vor 1905            | Die mit Fleischroten Rosskastanien bestandene Wohnstraße liegt mit leichtem Gefälle in Nordwest-Südost-Richtung – an zum Teil höher liegenden Grundstücken vorbei – zwischen Alemannenstraße und An der Rehwiese. Sie wurde 1904/1905 von der Heimstätten AG ausgebaut. Der Straßenbelag unterscheidet sich in den oberen Teil der wegen der Nutzung durch den Bus als Einbahnstraße asphaltiert ist und dem Abschnitt zur Rehwiese mit Kopfsteinpflaster. Anfangs bestand an der Ecke Teutonen- und Alemannenstraße ein Schmuckplatz der seit den 1950er Jahren bis 2009 einem Kohleplatz wich. | Berlin-Nikolassee Teutonenstraße 14 · Berlin-Nikolassee Teutonenstraße                                                         |
| Tristanstraße (Lage)                    | 0540                          | Tristan, Hauptfigur aus Richard Wagners Oper Tristan und Isolde | vor 1905            | Die Straße liegt zwischen Nibelungen- und Lohengrinstraße im „Wagnerviertel“. Sie wurde 1904/1905 von der Heimstätten AG angelegt. Villen und Einfamilienhäuser des Bürgertums dominieren die begehrte Lage an einer ruhigen Wohnstraße. In der 1906 gebauten Villa Tiedemann (Nr. 8–10) lebte Berthold Schenk Graf von Stauffenberg. Zeitweilig wohnte dort ab dem 1. September 1943 auch sein Bruder Claus Schenk Graf von Stauffenberg, der beim Attentat vom 20. Juli 1944 die Bombe neben Hitler platzierte. Die Wohnung der Stauffenbergs war häufiger Treffpunkt von Widerstandskämpfern gegen das NS-Regime. Auf den aktiven Einsatz der Hitler-Attentäter erinnert eine Gedenktafel am Haus. | Berlin-Nikolassee Tristanstraße · Gedenktafel Tristanstr 8–10                                                                  |
| Von-der-Trenck-Straße (Lage)            | 0320                          | Friedrich von der Trenck (1727–1794), preußischer Offizier, Abenteurer und Autor, trat 1740 in die preußische Armee ein und wurde 1744 Ordonnanzoffizier Friedrichs des Großen. 1745 wurde er inhaftiert. | 1. Juni 1966        | Diese Straße führt von der Quantzstraße zur Nordostecke des Waldhaus-Viertels, am nächsten zum Autobahnkreuz Zehlendorf, und knickt dann ab in den Kotteweg. Auf Plänen von 1925 bis 1950 war hier eine vermutlich nie gebaute Sportanlage verzeichnet, danach entstand diese Straße, die 1966 wie die Nachbarstraßen nach einer Person aus dem Umfeld Friedrichs des Großen benannt wurde. | Berlin-Nikolassee Von-der-Trenck-Straße                                                                                        |
| Von-Luck-Straße (Lage)                  | 1060                          | Hans-Ulrich von Luck und Witten (1861–1945), Militär, Staatsbeamter | vor 1905            | Die Von-Luck-Straße wurde um 1901 von der Heimstätten AG angelegt, sie liegt östlich der Rehwiese in Nord-Süd-Richtung quer durch das Siedlungsgebiet zwischen Spanischer Allee und Potsdamer Chaussee, 1910 zwischen Wannseestraße und Mittelweg. 1905 sind zwischen Wannsee-, Lückhoff- und Sudetenstraße zwei Villen, zwei Neubauten und 18 Baustellen meist der Heimstätten AG verzeichnet. Zunächst wurde sie nördlich der Schopenhauerstraße aufgebaut und erst in den 1930er Jahren durch die Zehlendorfer Heide zur Potsdamer Chaussee bebaut. Diese ursprüngliche Bebauung ist fast komplett erhalten. Mit zunehmender Nutzung als „Schleichweg“ von der Autobahn zur Potsdamer Chaussee wurde in den 1960er Jahren das Kopfsteinpflaster mit Asphalt übergossen und das hinterließ Spuren. Mit dem Nachlassen des Verkehrs seit den 1990er Jahren ist die Von-Luck-Straße mit ihrem jungen Lindenbestand wieder eine ruhige Wohnstraße. Der Gardeoffizier Luck wurde ab 1898 Kammerherr und Hofmarschall des Prinzen Friedrich Leopold von Preußen und einer der Initiatoren für die Anlage von Nikolassee als Villenkolonie. | Berlin-Nikolassee Von-Luck-Straße 31 · Berlin-Nikolassee Von-Luck-Straße 50                                                    |
| Waldhauswinkel (Lage)                   | 0070                          | an der Straße Am Waldhaus (Klinik Waldhaus) | 19. März 1956       | Die Straße geht von Am Waldhaus nach Osten zum Waldfriedhof Zehlendorf mit den Grundstücken 2–10 (gerade) und 3 und 5 (ungerade) erschließt die geteilten Grundstücke Am Waldhaus 8–12, so sind die Grundstückese am Waldhauswinkel querliegend und das Haus Nr. 10 liegt als Hintergrundstück von Waldhauswinkel 8 und Am Waldhaus 12 am Friedhofszaun. Waldhauswinkel ist als Fortsetzung der Straße A des Bebauungsplans durch die Waldhaus-Klinik im Theodor-Wenzel-Werk trassiert, die die Adressen Am Waldhaus 1, Potsdamer Chaussee 69 und Quantzstraße 4a (Sanatorium Waldhaus) hat. | Berlin-Nikolassee Waldhauswinkel                                                                                               |
| Waldrebensteig (Lage)                   | 0150                          | Waldrebe, auch Klematis ist ein Hahnenfußgewächs | 11. Jan. 1985       | Die im Bebauungsplan trassierte Straße 666 liegt in der „Gartenstadt Düppel“ zwischen Wasgen- und Himbeersteig mit Reihenhäusern an einem hofartigen als verkehrsberuhigter Bereich ausgewiesenem Zugang. | Waldrebensteig Westwärts ab Himbeersteig                                                                                       |
| Waltharistraße (Lage)                   | 0490                          | Walthari (verst. 546), Herzog der Langobarden an der mittleren Donau, Held eines mittelalterlichen Epos | vor 1905            | Die mit alten Linden bepflanzte Waltharistraße im Wannseedreieck zwischen Dreilinden- und Lohengrinstraße wurde um 1890 von der Heimstätten AG angelegt und um 1905 benannt. Bis 1908 wurden acht Parzellen bebaut, auf einigen Grundstücken stehen hohe Blutbuchen, die als Naturdenkmal geschützt wurden. Der Straßenbelag ist Kopfsteinpflaster und bedingt die Tempo-30-Zone. Teilweise totale Zerstörungen im Zweiten Weltkrieg bedingten den nachfolgenden Abriss dieser Häuser und wurden mit Neubauvillen ersetzt. | Berlin-Nikolassee Waltharistraße                                                                                               |
| Wannseebadweg (Lage)                    | 1740                          | führt am Freibad Wannsee vorbei | 4. Nov. 1935        | Die Straße liegt zwischen Kronprinzessinnenweg / Ecke Spanische Alle und Inselstraße und führt zum größten Teil durch den Forst, im Gegensatz zum Fahrweg des Badewegs ist es eine ausgebaute zweispurige und asphaltierte Straße mit den Grundstücken 10 (Haus im Forst) und 40–46 (an der Klaren Lake) und 25 (Wannseeterrassen), 35 (Wannseefreibad: Versehrtenbad) und 51–57 (an der Schwanenwerderbrücke). Die Verlängerung des Wannseebadweges wurde am 5. Januar 1965 ebenfalls einbezogen, für 1943 ist der Wannseebadweg (Post Bln.=Wannsee) zwischen Kronprinzessinenweg und Wannsee, zum Bootshaus und dem Strandbad Wannsee aufgeführt. Noch 1920 ist er dem Badeweg und dem Schwanenwerderweg an Größe untergeordnet. | Berlin-Nikolassee Strandbad Wannsee Empfangsgebäude · Berlin-Nikolassee Wannseebadweg                                          |
| Wasgensteig (Lage)                      | 0410                          | setzt die Wasgenstraße über die Potsdamer Allee fort | 18. Jan. 1965       | Sie liegt am Westrand der „Gartenstadt Düppel“ zwischen Potsdamer Chaussee und Königsweg am Ostrand des Waldfriedhofs. Wasgen ist die frühere deutsche Bezeichnung für die Vogesen, einem Mittelgebirge im Osten Frankreichs am Rheingraben gegenüber vom Schwarzwald. | Wasgensteig südwärts auf der rechten Bildseite liegt der Waldfriedhof                                                          |
| Wasgenstraße (Lage)                     | 0770 (im Ortsteil)            | Wasgen, deutsche Bezeichnung für die Vogesen, ein Mittelgebirge im Osten Frankreichs am Rheingraben gegenüber vom Schwarzwald | um 1920             | Die Wasgenstraße beginnt an der Palmzeile im Nachbarortsteil Schlachtensee, kreuzt die Ortsteilgrenze an der Spanischen Allee und endet an der Potsdamer Chaussee, wobei an der Schule in Höhe Tewsstraße ein kleiner rechtwinkliger Knick die Straße in der Führung nach Süden westwärts versetzt. Zwischen Spanischer Allee und Potsdamer Chaussee bildet sie die Grenze zwischen Nikolassee und Schlachtensee. Die Straße wurde bereits vor 1905 als Nordsternstraße zunächst zwischen Waldemar-/ Heimstättenstraße und Hubertusstraße angelegt und ist 1910 noch unbebaut, für 1915 liegt diese zwischen Waldemar- und Wannseestraße und ist auf drei Grundstücken bebaut. und 1920 im gleichen Ausbauszustand dann als Wasgenstraße, wobei südlich der Hubertusstraße (heute: Tewsstraße) ein Weg durch den Forst zur Potsdamer Chaussee weitergeht. Benannt wurde die Nordsternstraße nach der gleichnamigen Versicherung, die 1857 in Hamburg gegründet wurde und wohl die Heimstätten AG versicherte. | Berlin-Nikolassee Johannes-Tews-Grundschule                                                                                    |
| Westhofener Weg (Lage)                  | 0500                          | Westhofen, Ort im Wonnegau gehörte zum Kreis, heute zur Stadt Worms, Rheinland-Pfalz | 8. Aug. 1935        | Die Straße zwischen Wasgenstraße und Kirchweg liegt im Wonnegauviertel. Sie wurde als Straße 358 des Bebauungsplans von der Berliner Bauland-Vermittlungsgesellschaft angelegt. | Berlin-Nikolassee Westhofener Weg                                                                                              |
| Widenhof (Lage)                         | 0100                          | Widen in märkischer Mundart (Telt'sches Platt) für Weiden | 13. Aug. 1985       | Die Straße auf dem Gelände der ehemaligen Kolonie Neu-Zehlendorf, als Straße 674 des Bebauungsplans trassiert, war Anfang der 1920er Jahre von der Berliner Bauland-Vermittlungsgesellschaft übernommen worden, blieb aber unbebaut. Sie liegt bebaut mit Reihenhäusern mit Vorgärten zwischen Am Rohrgarten und Königsweg. Von Am Rohrgarten als Sackgasse mit einem Fußweg (gesperrt für Motorräder Zeichen 255) zum Königsweg der hier Fuß- und Reiterweg ist. Sie liegt parallel zu einigen Straßen die ebenfalls mit dem Zusatz -hof benannt sind. | Widenhof mit Blick in den Siedlerhof nach Süd                                                                                  |
| Wiesenschlag (Lage)                     | 0460                          | alte Flurbezeichnung in Düppel-Nord | 10. Juli 1987       | Sie wurde als Straße 645 des Bebauungsplans trassiert und liegt am Westrand des Yehudi-Meniun-Parks entlang zwischen Am Rohrgarten und Potsdamer Chaussee. Außer der Zufahrtsstraße zum Parkplatz des eingeschossigen Einkaufscenters an der Potsdamer Straße, auf Grundstück Wiesenschlag 3/4 gelegen, ist die amtlich benannte Straße ein Radweg und Fußweg der an der Hinterseite der Reihenhäuser des Himbeersteigs entlangführt. Eine weitere Bebauung des Parkgeländes entlang dieser Planstraße ist wohl unterblieben, so ist sie als Fußgängerweg eingestuft. | Wiesenschlag von Am Rohrgarten nordwärts durch den Park                                                                        |
| Wonnegausteig (Lage)                    | 0130                          | Wonnegau, Region im Süden Rheinhessens. | 28. Okt. 2008       | Der mit Sperrgitter gegen Fahrverkehr gesicherte Fußweg kreuzt den „Park am Jochen-Klepper-Weg“ zwischen Krottnauerstraße und Westhofener Weg. Die Namenswahl für diesen Steig ergab sich durch die umliegenden nach Orten im Wonnegau benannten Straßen mit denen einige Freiflächen bebaut wurden (Albiger, Osthofener, Westhofener und Pfeddersheimer Weg). Die Grundstücke Wonnegausteig 1 und 2 befinden sich an der Ecke Westhofener Weg. | Berlin-Nikolassee Wonnegausteig                                                                                                |

## Weitere Örtlichkeiten von Nikolassee

### Kleingartenkolonien

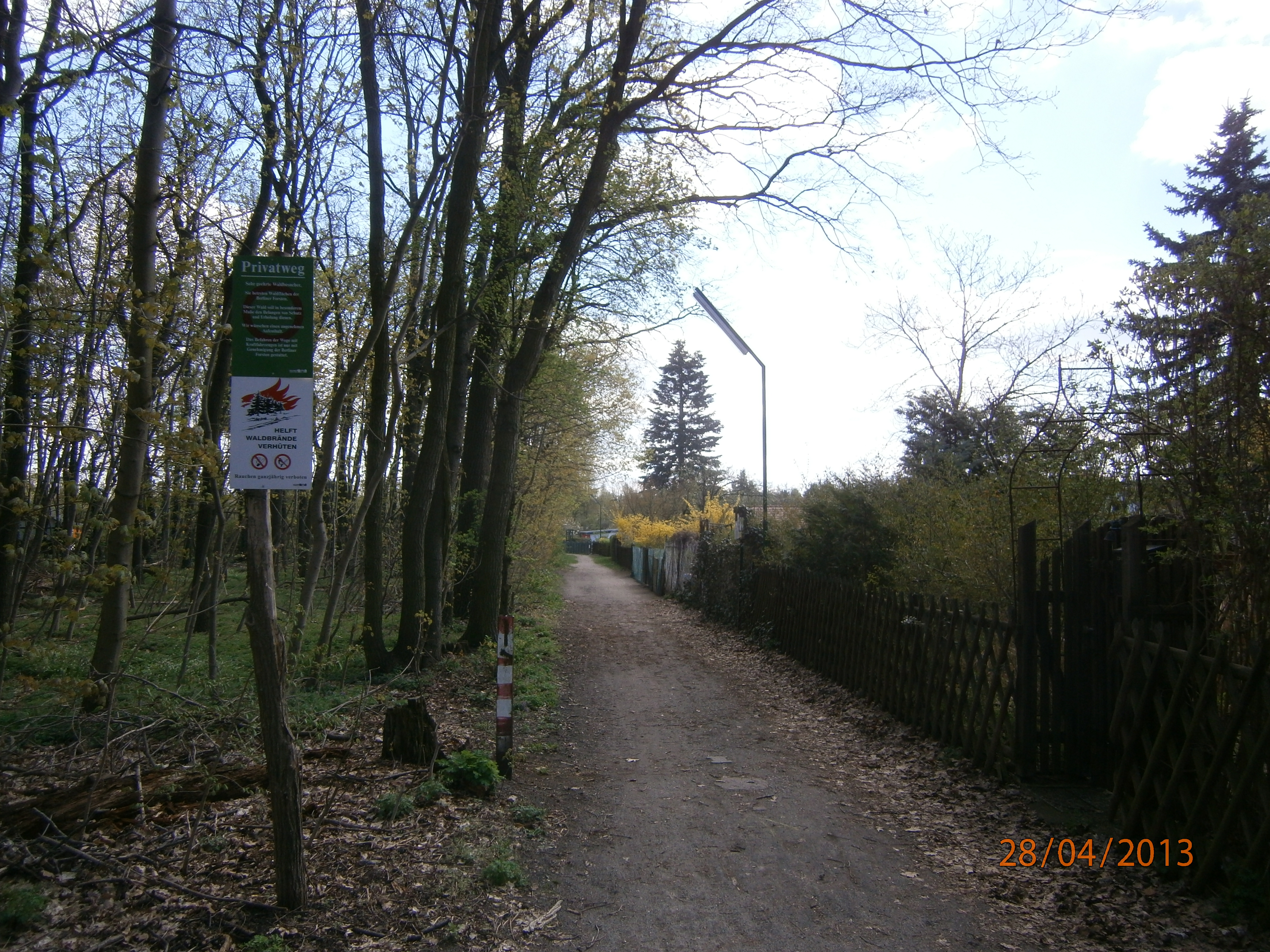
Pappelweg an der KGA Schlachtensee Süd vom Königsweg südwärts

- Bahnlandwirtschaft Unterbezirk Lichterfelde-West Gruppe Nikolassee
  - KGA Nikolassee (06215, Alemannenstraße/Am Beelitzhof, Lage) mit 15 Parzellen auf 4140 m² Bahnland.
  - KGA Schlachtensee (06216, Hoiruper Straße/Spanische Allee, Lage): 21 Parzellen auf 5.681 m² Bahnland.
  - KGA Wannsee (06217, an der Potsdamer Chaussee, Lage): 15 Parzellen auf 2845 m² Bahnland.
- Kleingartenverein Schlachtensee-Süd (06006, Benschallee 30, Lage) besitzt 361 Parzellen auf einer landeseigenen Pachtfläche von 161.567 m², es gibt nach Kleingartenentwicklungsplan 2010[58] acht Dauerbewohner. Die Kleingartenflächen (nach Kleingartenentwicklungsplan Stufe Va) sind durch Bebauungsplan als dauerhaft gesicherte Kleingärten festgesetzt. Dieser Bereich liegt nördlich der Stadtgrenze an der stillgelegten S-Bahnstrecke in Düppel, zwischenzeitlich im Bereich der Berliner Mauer.

### Park- und Waldflächen

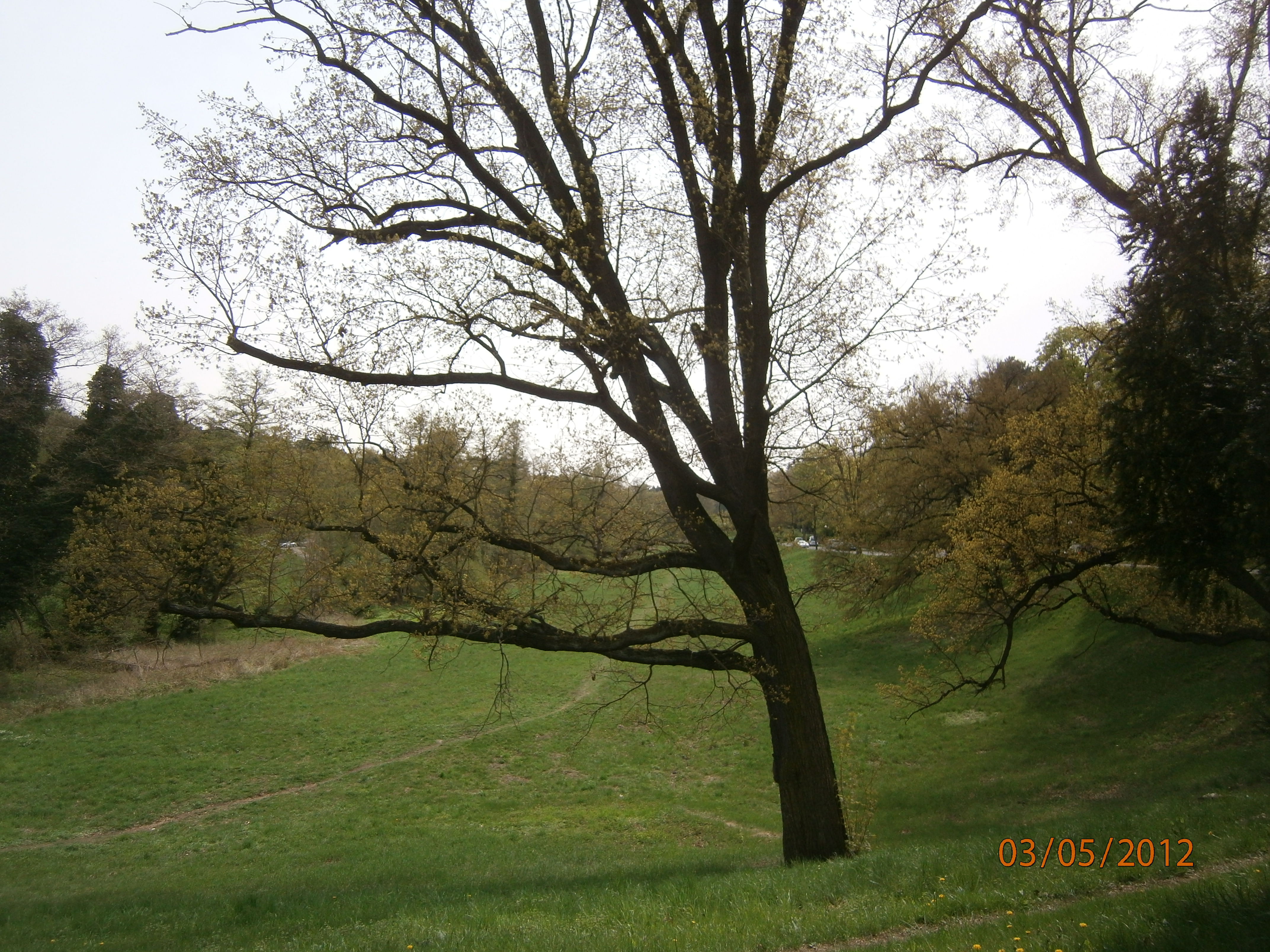
Rehwiese – rechts die Straße An der Rehwiese

- Grunewald: das Nikolasseer Waldgebiet dieses Berliner Forstes liegt im Südwesten (Lage) und wird am Hüttenweg (der Forstweg am Nordrand) vom Ortsteil Grunewald, im Osten von Zehlendorf östlich der A 115 bis Höhe S-Bahnhof Schlachtensee. Westlich gehört der Forst bis zum Wannsee/Havel in Höhe der Lieper Bucht zum Ortsteil.
- Yehudi-Menuhin-Park[59] (Parforceheide 37, Lage): der Düppeler Gartenstadt-Park ist benannt nach Yehudi Menuhin, der an dieser Stelle 1945 kurz nach Kriegsende sein erstes Berliner Versöhnungskonzert gab.[60] Der Park liegt südlich der Potsdamer Chaussee zwischen Wiesenschlag, Am Rohrgarten und Mutter-Mochow-Weg.[61] Der Name ist noch nicht amtlich verzeichnet.
- Die Rehwiese ist eine knapp 1½ Kilometer lange und relativ schmale Niederung und seit 1960 als Landschaftsschutzgebiet mit einer Fläche von 25,6 Hektar ausgewiesen. Sie liegt zwischen der Spanischen Allee und der Potsdamer Chaussee. (Lage)
- Friedhöfe[62]
  - Waldfriedhof Zehlendorf (Potsdamer Chaussee 5, Wasgensteig 30, Lage) ist ein Prominentenfriedhof. Von den 37,58 Hektar sind 12,48 Hektar zur Umwidmung als Wald-/ Grünfläche vorgesehen.
  - Friedhof Nikolassee (Kirchweg 8–12, Lage) ist ein Waldfriedhof auf 17.523 m².

### Verkehrs- und sonstige Flächen in Nikolassee

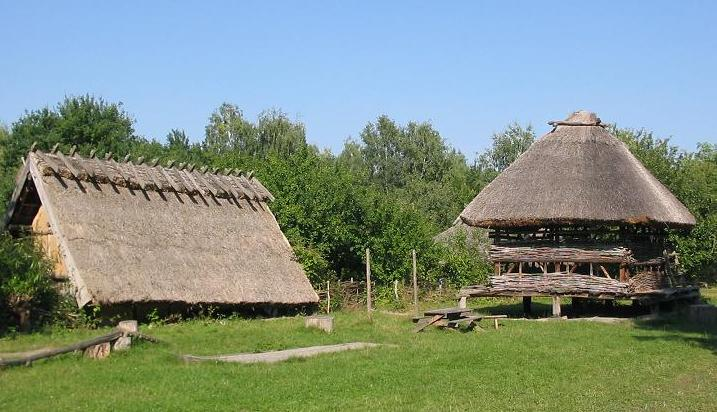
Museumsdorf Düppel

- Ehemaliger Kontrollpunkt Dreilinden (Lage) bis 1990 als alliierter Kontrollpunkt Bravo genutzt und für den Autobahn-Transit nach Westdeutschland.
- S-Bahnhof Nikolassee an Wannsee- und Wetzlarer Bahn (Lage)
- Museumsdorf Düppel (Lage)
- Forstamt Grunewald[63]
  - Revierförsterei Dreilinden (21010, Stahnsdorfer Damm 3, Lage), vormals Jagdschloss Dreilinden[25] zuständig für Berliner Forsten in Nikolassee und Wannsee
  - Revierförsterei Nikolassee (09373, Ehrenpfortensteig 9, Lage) zuständig für Berliner Forsten in Nikolassee, Grunewald und Zehlendorf
  - Revierförsterei Saubucht (09369, Havelchaussee 96, Lage), zuständig für Waldflächen in Nikolassee, Grunewald und Westend
- Sprengplatz Grunewald (Lage)
- Wasserwerk Beelitzhof (Lage)
- Hundeauslaufgebiete[64][65]
  - Benschallee (Jagen 1, Lage) östlich von der KGA Schlachtensee-Süd, südlich vom Waldfriedhof an der Stadtgrenze gelegen.
  - Königsweg (Jagen 12, Lage) liegt südöstlich vom Autobahnkreuz Zehlendorf und zwischen Königs- und Katteweg, nahe der Stadtgrenze